# Список птахів Великої Британії
Список птахів Великої Британії — перелік видів птахів, які були зареєстровані в дикому стані у Великій Британії. Цей список ґрунтується на офіційному Британському списку (British List), який складає Британське орнітологічне товариство. Станом на 3 грудня 2022 року в Британському списку налічується 628 видів птахів, останнім доповненням став буревісник білогорлий (Procellaria aequinoctialis), якого спостерігали у 2021 році.
Загалом орнітофауна Великої Британії схожа на орнітофауну решти Європи. Через м'які зими Велика Британія має значну популяцію зимуючих видів, зокрема качок, гусей і лебедів. На островах трапляється також велика кількість бродяжних птахів з Азії та Північної Америки. Деякі американські види мартинів, качок та сивок досить тут звичайні. Крім того, орнітофауна Великій Британії включає один ендемічний вид птахів: шишкар шотландський (Loxia scotica).

## Позначки
Теги, що використовуються для виділення охоронного статусу кожного виду за оцінками МСОП:
| EX | Extinct               | Зниклий                          |
| CR | Critically Endangered | Перебуває під критичною загрозою |
| EN | Endangered            | Перебуває під загрозою           |
| VU | Vulnerable            | Уразливий                        |
| NT | Near Threatened       | Близький до загрозливого стану   |
| LC | Least Concern         | У найменшій загрозі              |
| DD | Data Deficient        | Відомості недостатні             |
| NE | Not Evaluated         | Види з недослідженим статусом    |

## Ряд Гусеподібні (Anseriformes)
Ряд включає лебедів, гусей та качок. Представники ряду мають перетинчасті лапи, вони пристосовані до водного способу життя. Ряд містить близько 170 видів, з них на території країни трапляється 60 видів. Багато видів прилітають з Гренландії та Скандинавії на зимівлю.

### Родина Качкові (Anatidae)
| Українська назва                | Англійська назва            | Латинська назва           | Автор таксона      | Статус МСОП | Поширення у Британії | Зображення |
| Ряд: Гусеподібні (Anseriformes) |                             |                           |                    |             | |            |
| Родина: Качкові (Anatidae)      |                             |                           |                    |             | |            |
| Казарка чорна                   | Brent goose                 | Branta bernicla           | Linnaeus, 1758     | LC          | трапляється на зимівлі вздовж морського узбережжя |            |
| Казарка червоновола             | Red-breasted goose          | Branta ruficollis         | Pallas, 1769       | VU          | рідкісний залітний з Сибіру |            |
| Казарка канадська               | Canada goose                | Branta canadensis         | (Linnaeus, 1758)   | LC          | інтродукований у 19 столітті, досить непогано призвичаївся та розмножився по країні; трапляються також залітні птахи |            |
| Казарка білощока                | Barnacle goose              | Branta leucopsis          | (Linnaeus, 1758)   | LC          | трапляється на зимівлі, мігрує з Арктики |            |
| Казарка мала                    | Cackling goose              | Branta hutchinsii         | (Richardson, 1832) | LC          | рідкісний бродяга з Північної Америки |            |
| Гуска Росса                     | Ross's goose                | Anser rossii              | (Cassin, 1861)     | LC          | рідкісний бродяга з Північної Америки |            |
| Гуска біла                      | Snow goose                  | Anser caerulescens        | Linnaeus, 1758     | LC          | залітний з Америки вид; у Шотландії також існує здичавіла популяція |            |
| Гуска сіра                      | Greylag goose               | Anser anser               | Latham, 1790       | LC          | звичайний вид |            |
| Гуменник                        | Taiga bean goose            | Anser fabalis             | Latham, 1787       | LC          | зрідка на зимівлі, зареєстровані дві регулярні зимівні зграї у Норфолку та Шотландії |            |
| Гуменник короткодзьобий         | Pink-footed goose           | Anser brachyrhynchus      | Baillon, 1834      | LC          | зимують популяції з Гренландії та Ісландії |            |
| Гуменник тундровий              | Tundra bean goose           | Anser serrirostris        | Gould, 1852        | LC          | трапляється на зимівлі |            |
| Гуска білолоба                  | Greater white-fronted goose | Anser albifrons           | Scopoli, 1769      | LC          | на зимівлі |            |
| Гуска мала                      | Lesser white-fronted goose  | Anser erythropus          | Linnaeus, 1758     | VU          | рідкісний бродяга на сході Англії |            |
| Лебідь-шипун                    | Mute swan                   | Cygnus olor               | Gmelin, 1789       | LC          | звичайний вид, популяція складає понад 20 тис птахів |            |
| Лебідь американський            | Tundra swan                 | Cygnus columbianus        | Ord, 1815          | LC          | на зимівлі |            |
| Лебідь-кликун                   | Whooper swan                | Cygnus cygnus             | Linnaeus, 1758     | LC          | на Оркнейських островах гніздиться близько 5 пар, зичайний вид під час зимівлі по всій країні |            |
| Каргарка нільська               | Egyptian goose              | Alopochen aegyptiaca      | (Linnaeus, 1766)   | LC          | інтродукований у 19 столітті, зустрічається головним чином у Східній Англії та в різних місцях уздовж річки Темзи, де він розмножується у місцях із відкритою водою, низькою травою та відповідними місцями для гніздування |            |
| Огар                            | Ruddy shelduck              | Tadorna ferruginea        | Pallas, 1764       | LC          | спостерігається з 1964 року, ймовірно здичавіла популяція |            |
| Галагаз звичайний               | Common shelduck             | Tadorna tadorna           | Linnaeus, 1758     | LC          | поширений вид |            |
| Мандаринка                      | Mandarin duck               | Aix galericulata          | (Linnaeus, 1758)   | LC          | інтродукований, британська популяція налічує до 7 тис птахів |            |
| Чирянка-квоктун                 | Baikal teal                 | Anas formosa              | Georgi, 1775       | LC          | рідкісний залітний з Сибіру |            |
| Чирянка велика                  | Garganey                    | Anas querquedula          | Linnaeus, 1758     | LC          | Повсюдно |            |
| Чирянка блакитнокрила           | Blue-winged teal            | Spatula discors           | Linnaeus, 1766     | LC          | рідкісний залітний з Америки |            |
| Широконіска північна            | Northern shoveler           | Anas clypeata             | Linnaeus, 1758     | LC          | спорадично гніздиться, численний на зимівлі |            |
| Нерозень                        | Gadwall                     | Anas strepera             | Linnaeus, 1758     | LC          | зрідка гніздиться в Шотландії, трапляється на зимівлі |            |
| Качка далекосхідна              | Falcated duck               | Anas falcata              | (Georgi, 1775)     | NT          | рідкісний бродяга |            |
| Свищ                            | Eurasian wigeon             | Anas penelope             | Linnaeus, 1758     | LC          | гніздиться в Шотландії та Озерному краї, звичайний на зимівлі |            |
| Свищ американський              | American wigeon             | Anas americana            | (Gmelin, 1789)     | LC          | Залітний |            |
| Крижень                         | Mallard                     | Anas platyrhynchos        | Linnaeus, 1758     | LC          | численний осілий птах |            |
| Крижень американський           | American black duck         | Anas rubripes             | Brewster, 1902     | LC          | залітний з Америки |            |
| Шилохвіст                       | Northern pintail            | Anas acuta                | Linnaeus, 1758     | LC          | по всій країні цілорічно |            |
| Чирянка мала                    | Eurasian teal               | Anas crecca               | Linnaeus, 1758     | LC          | по всій країні цілорічно |            |
| Чирянка американська            | Green-winged teal           | Anas carolinensis         | Gmelin, 1789       | LC          | залітний з Америки |            |
| Чернь червонодзьоба             | Red-crested pochard         | Netta rufina              | Pallas, 1773       | LC          | здичавілі популяції спорадично гніздяться у різних частинах країни |            |
| Попелюх довгодзьобий            | Canvasback                  | Aythya valisineria        | (Wilson, 1814)     | LC          | рідкісний залітний |            |
| Попелюх американський           | Redhead                     | Aythya americana          | (Eyton, 1838)      | LC          | рідкісний залітний |            |
| Попелюх                         | Common pochard              | Aythya ferina             | Linnaeus, 1758     | LC          | гніздяться у східній Англії та низовинній частині Шотландії, у невеликих кількостях у Північній Ірландії з поступовим збільшенням чисельності, окремі особини іноді зустрічаються на півдні Англії, а невеликі популяції іноді спостерігаються на річці Темза. Взимку трапляється по всій країни, коли сюди прилітають мігранти з Євразії |            |
| Чернь білоока                   | Ferruginous duck            | Aythya nyroca             | Güldenstädt, 1770  | NT          | рідкісний мігрант |            |
| Чернь канадська                 | Ringand                     | Aythya collaris           | Donovan, 1809      | LC          | рідкісний мігрант |            |
| Чернь чубата                    | Toppand                     | Aythya fuligula           | Linnaeus, 1758     | NT          | досить поширений |            |
| Чернь морська                   | Greater scaup               | Aythya marila             | Linnaeus, 1758     | LC          | на зимівлі |            |
| Чернь морська                   | Lesser scaup                | Aythya affinis            | (Eyton, 1838)      | LC          | рідкісний залітний, спостерігається щороку з 1987 року |            |
| Пухівка мала                    | Steller's eider             | Polysticta stelleri       | Pallas, 1769       | VU          | рідкісний залітний птах |            |
| Пухівка горбатодзьоба           | King eider                  | Somateria spectabilis     | (Linnaeus, 1758)   | LC          | рідкісний залітний |            |
| Гага звичайна                   | Common eider                | Somateria mollissima      | Linnaeus, 1758     | LC          | Досить поширений на узбережжі. Популяція 190 тис. особин |            |
| Каменярка                       | Harlequin duck              | Histrionicus histrionicus | (Linnaeus, 1758)   | LC          | рідкісний залітний |            |
| Турпан білолобий                | Surf scoter                 | Melanitta perspicillata   | (Linnaeus, 1758)   | LC          | Залітний з Америки |            |
| Турпан                          | Velvet scoter               | Melanitta fusca           | Linnaeus, 1758     | LC          | зимує на морському узбережжі |            |
| Турпан білокрилий               | White-winged scoter         | Melanitta deglandi        | (Bonaparte, 1850)  | LC          | рідкісний залітний у Шотландії |            |
| Синьга                          | Common scoter               | Melanitta nigra           | Linnaeus, 1758     | LC          | зимує на морському узбережжі |            |
| Синьга американська             | Black scoter                | Melanitta americana       | (Swainson, 1832)   | NT          | рідкісний залітний з Америки |            |
| Морянка                         | Long-tailed duck            | Clangula hyemalis         | Linnaeus, 1758     | VU          | на зимівлі |            |
| Гоголь малий                    | Bufflehead                  | Bucephala albeola         | Linnaeus, 1758     | LC          | рідкісний залітний з Америки |            |
| Гоголь                          | Common goldeneye            | Bucephala clangula        | Linnaeus, 1758     | LC          | по всій країні |            |
| Гоголь ісландський              | Barrow's goldeneye          | Bucephala islandica       | Gmelin, 1789       | LC          | тричі спостерігалися залітні птахи у Шотландії |            |
| Крех малий                      | Smew                        | Mergellus albellus        | Linnaeus, 1758     | LC          | на зимівлі |            |
| Крех жовтоокий                  | Hooded merganser            | Lophodytes cucullatus     | Linnaeus, 1758     | LC          | вперше спостерігали бродяжного птаха у 2000 році на острові Норт-Уїст, регулярно спостерігаються птахи, що втекли з неволі. |            |
| Крех великий                    | Common merganser            | Mergus merganser          | Linnaeus, 1758     | LC          | Досить поширений цілорічно |            |
| Крех середній                   | Red-breasted merganser      | Mergus serrator           | Linnaeus, 1758     | LC          | Повсюдно |            |
| Савка американська              | Ruddy duck                  | Oxyura jamaicensis        | Gmelin, 1789       | LC          | Інтрудукований інвазійний вид |            |

## Ряд Куроподібні (Galliformes)
Широко поширений ряд птахів. У куроподібних міцні лапи, пристосовані для швидкого бігу і риття землі. Літати вміють не всі курячі та, в кращому випадку, лише на невеликі відстані. Відомо близько 250 видів, з них у фауні Британії зареєстровано 10 видів.

### Родина Фазанові (Phasianidae)
| Українська назва               | Англійська назва        | Латинська назва         | Автор таксона    | Статус МСОП | Поширення у Великій Британії                                                               | Зображення |
| Ряд: Куроподібні (Galliformes) |                         |                         |                  |             |                                                                                            |            |
| Родина: Фазанові (Phasianidae) |                         |                         |                  |             |                                                                                            |            |
| Куріпка біла                   | Willow ptarmigan        | Lagopus lagopus         | Linnaeus, 1758   | LC          | досить поширений                                                                           |            |
| Куріпка тундрова               | Rock ptarmigan          | Lagopus muta            | Montin, 1781     | LC          | досить поширений у Шотландії                                                               |            |
| Глушець                        | Western capercaillie    | Tetrao urogallus        | Linnaeus, 1758   | LC          | шотландська популяція вимерла, але реінтродукована зі Швеція. Становить понад 1100 птахів. |            |
| Тетерук                        | Black grouse            | Tetrao tetrix           | Linnaeus, 1758   | LC          | гірські райони Уельсу, Пенніни, Шотландія                                                  |            |
| Куріпка сіра                   | Grey partridge          | Perdix perdix           | Linnaeus, 1758   | LC          | досить поширений                                                                           |            |
| Фазан золотий                  | Golden pheasant         | Chrysolophus pictus     | Linnaeus, 1758   | LC          | інтродукований в Східній Англії та на острові Треско.                                      |            |
| Фазан алмазний                 | Lady Amherst's pheasant | Chrysolophus amherstiae | Leadbeater, 1829 | LC          | трапляються здичавілі популяції інтродукованих птахів                                      |            |
| Фазан звичайний                | Common pheasant         | Phasianus colchicus     | Linnaeus, 1758   | LC          | інтродукований на мисливські угіддя                                                        |            |
| Перепілка звичайна             | Common quail            | Coturnix coturnix       | Linnaeus, 1758   | LC          | досить поширений                                                                           |            |
| Кеклик червононогий            | Red-legged partridge    | Alectoris rufa          | (Linnaeus, 1758) | NT          | Інтродукований на мисливські угіддя у 18 столітті                                          |            |

## Ряд Дрімлюгоподібні (Caprimulgiformes)
Дрімлюги — це середні нічні птахи, які зазвичай гніздяться на землі. У них є довгі крила, короткі ноги і дуже короткі дзьоби. Відомо 86 видів дрімлюг, з яких чотири види поширені у Британії.

### Родина Дрімлюгові (Caprimulgidae)
| Українська назва                        | Англійська назва    | Латинська назва        | Автор таксона           | Статус МСОП | Поширення у Великій Британії                                 | Зображення |
| Ряд: Дрімлюгоподібні (Caprimulgiformes) |                     |                        |                         |             |                                                              |            |
| Родина: Дрімлюгові (Caprimulgidae)      |                     |                        |                         |             |                                                              |            |
| Анаперо віргінський                     | Common nighthawk    | Chordeiles minor       | (J. R. Forster, 1771    | LC          | рідкісний залітний з Америки                                 |            |
| Дрімлюга іспанський                     | Red-necked nightjar | Caprimulgus ruficollis | Temminck, 1820          | NT          | єдиний раз спостерігався у Нортумберленді у жовтні 1856 року |            |
| Дрімлюга звичайний                      | European nightjar   | Caprimulgus europaeus  | Linnaeus, 1758          | LC          | досить поширений влітку                                      |            |
| Дрімлюга буланий                        | Egyptian nightjar   | Caprimulgus aegyptius  | Lichtenstein, MHC, 1823 | LC          | рідкісний залітний                                           |            |

## Ряд Серпокрильцеподібні (Apodiformes)
Відомо 341 вид серпокрильцеподібних, з них у Великій Британії спостерігалося 8 видів.

### Родина Серпокрильцеві (Apodidae)
| Українська назва                       | Англійська назва          | Латинська назва       | Автор таксона        | Статус МСОП | Поширення у Великій Британії             | Зображення |
| Ряд: Серпокрильцеподібні (Apodiformes) |                           |                       |                      |             |                                          |            |
| Родина: Серпокрильцеві (Apodidae)      |                           |                       |                      |             |                                          |            |
| Колючохвіст білогорлий                 | White-throated needletail | Hirundapus caudacutus | (Latham, 1802)       | LC          | Рідкісний залітний з Сибіру              |            |
| Голкохвіст східний                     | Chimney swift             | Chaetura pelagica     | (Linnaeus, 1758)     | VU          | Рідкісний залітний з Америки             |            |
| Серпокрилець білочеревий               | Alpine swift              | Tachymarptis melba    | Linnaeus, 1758       | LC          | Рідкісний залітний з Південної Європи    |            |
| Серпокрилець чорний                    | Common swift              | Apus apus             | Linnaeus, 1758       | LC          | Повсюдно                                 |            |
| Серпокрилець блідий                    | Pallid swift              | Apus pallidus         | Shelley, 1870        | LC          | Рідкісний залітний з Південної Європи    |            |
| Серпокрилець блідий                    | Pacific swift             | Apus pacificus        | (Latham, 1801)       | LC          | Рідкісний залітний, існує 7 спостережень |            |
| Серпокрилець малий                     | Little swift              | Apus affinis          | (J. E. Gray, 1830)   | LC          | Рідкісний залітний з Африки              |            |
| Серпокрилець білогузий                 | White-rumped swift        | Apus caffer           | (Lichtenstein, 1823) | LC          | Рідкісний залітний з Південної Європи    |            |

## Ряд Дрохвоподібні (Otidiformes)
Великі, міцні птахи відкритих рівнин з довгими ногами, шиєю та сильними ногами. В країні зареєстровано три види.

### Родина Дрохвові (Otididae)
| Українська назва                 | Англійська назва   | Латинська назва        | Автор таксона  | Статус МСОП | Поширення у Великій Британії | Зображення |
| Ряд: Дрохвоподібні (Otidiformes) |                    |                        |                |             | |            |
| Родина: Дрохвові (Otididae)      |                    |                        |                |             | |            |
| Дрохва євразійська               | Great bustard      | Otis tarda             | Linnaeus, 1758 | VU          | вид вимер у Британії у 1840-х роках. У 2004 році реінтродукований у Солсберійській рівнині. У 2020 році популяція птаха становила 100 птахів |            |
| Джек східний                     | MacQueen's bustard | Chlamydotis macqueenii | (Gray, 1834)   | VU          | рідкісний бродяга, востаннє спостерігався у 1962 році                                                                                        |            |
| Хохітва                          | Little bustard     | Tetrax tetrax          | Linnaeus, 1758 | NT          | Рідкісний бродяга |            |

## Ряд Зозулеподібні (Cuculiformes)
Це птахи середнього розміру з тонкими тілами, довгими хвостами і сильними ногами. У зозуль відомий гніздовий паразитизм. Відомо 138 видів, з них у Британії — 4 види.

### Родина Зозулеві (Cuculidae)
| Українська назва                  | Англійська назва     | Латинська назва          | Автор таксона  | Статус МСОП | Поширення у Великій Бритнії | Зображення |
| Ряд: Зозулеподібні (Cuculiformes) |                      |                          |                |             |                             |            |
| Родина: Зозулеві (Cuculidae)      |                      |                          |                |             |                             |            |
| Зозуля чубата                     | Great spotted cuckoo | Clamator glandarius      | Linnaeus, 1758 | LC          | Залітний з Північної Африки |            |
| Кукліло північний                 | Yellow-billed cuckoo | Coccyzus americanus      | Latham, 1790   | LC          | Залітний з Америки          |            |
| Кукліло чорнодзьобий              | Black-billed cuckoo  | Coccyzus erythropthalmus | (Wilson, 1811) | LC          | Залітний з Америки          |            |
| Зозуля звичайна                   | Common cuckoo        | Cuculus canorus          | Linnaeus, 1758 | LC          | Повсюдно                    |            |

## Ряд Рябкоподібні (Pterocliformes)
Поширені в посушливих степах і напівпустелях Євразії і Африки. Представники цього ряду дуже схожі між собою за зовнішнім виглядом та поведінкою. Є об'єктом полювання. Відомо 16 видів, з яких 1 вид трапляється у Британії.

#### Родина Рябкові (Pteroclidae)
| Українська назва                   | Англійська назва    | Латинська назва      | Автор таксона | Статус МСОП | Поширення у Британії    | Зображення |
| Ряд: Рябкоподібні (Pterocliformes) |                     |                      |               |             |                         |            |
| Родина: Рябкові (Pteroclidae)      |                     |                      |               |             |                         |            |
| Саджа звичайна                     | Pallas's sandgrouse | Syrrhaptes paradoxus | Pallas, 1773  | LC          | Рідкісний залітний птах |            |

## Ряд Голубоподібні (Columbiformes)
Голуби — це дрібні птахи із міцною тілобудовою та короткою шиєю. Харчуються насінням, плодами. Відомо 344 види, з них на території Британії трапляються 7 видів.

### Родина Голубові (Columbidae)
| Українська назва                   | Англійська назва       | Латинська назва         | Автор таксона     | Статус МСОП | Поширення у Британії                                                           | Зображення |
| Ряд: Голубоподібні (Columbiformes) |                        |                         |                   |             |                                                                                |            |
| Родина: Голубові (Columbidae)      |                        |                         |                   |             |                                                                                |            |
| Голуб сизий                        | Rock dove              | Columba livia           | Gmelin, 1789      | LC          | Широко поширений у містах, на півночі Шотландії є природна популяція           |            |
| Голуб-синяк                        | Stock dove             | Columba oenas           | Linnaeus, 1758    | LC          | майже по всій країні та винятком півночі Шотландії                             |            |
| Припутень                          | Common wood pigeon     | Columba palumbus        | Linnaeus, 1758    | LC          | Широко поширений                                                               |            |
| Горлиця звичайна                   | European turtle dove   | Streptopelia turtur     | Linnaeus, 1758    | LC          | трапляється влітку в Англії, розмножується                                     |            |
| Горлиця велика                     | Oriental turtle dove   | Streptopelia orientalis | Latham, 1790      | LC          | Залітний                                                                       |            |
| Горлиця садова                     | Eurasian collared dove | Streptopelia decaocto   | Frivaldszky, 1838 | NT          | фрагментарно у містах, вперше зареєстрований у 1953 році, гніздиться з 1956-го |            |
| Зенаїда північна                   | Mourning dove          | Zenaida macroura        | (Linnaeus, 1758)  | LC          | рідкісний залітний, спостерігався 5 разів                                      |            |

## Ряд Журавлеподібні (Gruiformes)
Великий ряд різноманітних за зовнішнім виглядом, особливостями внутрішньої будови і способу життя птахів. Переважно болотні і наземні птахи, рідше ті, що гніздяться на деревах. Відомо близько 190 видів, з них у фауні Британії спостерігалося 14 видів.

### Родина Пастушкові (Rallidae)
| Українська назва                 | Англійська назва          | Латинська назва      | Автор таксона    | Статус МСОП | Поширення у Британії                                  | Зображення |
| Ряд: Журавлеподібні (Gruiformes) |                           |                      |                  |             |                                                       |            |
| Родина: Пастушкові (Rallidae)    |                           |                      |                  |             |                                                       |            |
| Пастушок                         | Water rail                | Rallus aquaticus     | Linnaeus, 1758   | LC          | по всій країні                                        |            |
| Деркач                           | Corn crake                | Crex crex            | Linnaeus, 1758   | LC          |                                                       |            |
| Погонич каролінський             | Sora                      | Porzana carolina     | (Linnaeus, 1758) | LC          | Залітний з Америки                                    |            |
| Погонич звичайний                | Spotted crake             | Porzana porzana      | Linnaeus, 1766   | LC          | рідкісний                                             |            |
| Курочка водяна                   | Common moorhen            | Gallinula chloropus  | Linnaeus, 1758   | LC          | Досить поширений                                      |            |
| Лиска                            | Eurasian coot             | Fulica atra          | Linnaeus, 1758   | LC          | досить поширений                                      |            |
| Лиска американська               | American coot             | Fulica americana     | Gmelin, JF, 1789 | LC          | залітний з Америки                                    |            |
| Султанка африканська             | Allen's gallinule         | Porphyrio alleni     | Thomson, 1842    | LC          | рідкісний залітний з Африки, спостерігався двічі      |            |
| Султанка американська            | American purple gallinule | Porphyrio martinicus | Linnaeus, 1766   | LC          | Залітний з Америки                                    |            |
| Султанка пурпурова               | Western swamphen          | Porphyrio porphyrio  | Linnaeus, 1758   | LC          | Рідкісний бродяга, вперше зареєстрований у 2016 році. |            |
| Погонич малий                    | Baillon's crake           | Zapornia pusilla     | (Pallas, 1776)   | LC          | Залітний, розмножувався в Британії до середини 19 ст. |            |
| Погонич малий                    | Little crake              | Zapornia parva       | Scopoli, 1769    | LC          | Залітний з Європи                                     |            |

### Родина Журавлеві (Gruidae)
| Українська назва                 | Англійська назва | Латинська назва     | Автор таксона  | Статус МСОП | Поширення у Британії              | Зображення |
| Ряд: Журавлеподібні (Gruiformes) |                  |                     |                |             |                                   |            |
| Родина: Журавлеві (Gruidae)      |                  |                     |                |             |                                   |            |
| Журавель канадський              | Sandhill crane   | Antigone canadensis | Linnaeus, 1758 | LC          | рідкісний залітний                |            |
| Журавель сірий                   | Common crane     | Grus grus           | Linnaeus, 1758 | LC          | гніздовий вид і прохідний мігрант |            |

## Ряд Пірникозоподібні (Podicipediformes)
Пірникози — це малих і середніх великих прісноводні пірнаючі птахи. Вони мають перетинчасті пальці і є чудовими плавцями і пірнальниками. Проте, їхні ноги розміщені далеко позаду тіла, що робить їх досить незграбними на суші. Відомо 20 видів пірникоз, з них 6 видів трапляються у Британії.

### Родина Пірникозові (Podicipedidae)
| Українська назва                         | Англійська назва    | Латинська назва      | Автор таксона  | Статус МСОП | Поширення у Британії                                 | Зображення |
| Ряд: Пірникозоподібні (Podicipediformes) |                     |                      |                |             |                                                      |            |
| Родина: Пірникозові (Podicipedidae)      |                     |                      |                |             |                                                      |            |
| Пірникоза мала                           | Little grebe        | Podiceps ruficollis  | Pallas, 1764   | LC          | досить поширений                                     |            |
| Пірникоза рябодзьоба                     | Pied-billed grebe   | Podilymbus podiceps  | Linnaeus, 1758 | LC          | рідкісний залітний птах з Америки                    |            |
| Пірникоза сірощока                       | Red-necked grebe    | Podiceps grisegena   | Boddaert, 1783 | LC          | вздовж морського узбережжя на зимівлі                |            |
| Пірникоза велика                         | Great crested grebe | Podiceps cristatus   | Linnaeus, 1758 | LC          | широко поширений на водоймах                         |            |
| Пірникоза червоношия                     | Horned grebe        | Podiceps auritus     | Boddaert, 1783 | VU          | гніздиться на півночі країни, зимує на узбережжі     |            |
| Пірникоза чорношия                       | Black-necked grebe  | Podiceps nigricollis | Brehm, 1831    | LC          | гніздиться у внутрішніх водоймах, зимує на узбережжі |            |

## Ряд Сивкоподібні (Charadriiformes)
Один з найбільших рядів водних і навколоводних птахів, поширених у всьому світі, що значно розрізняються як морфологічно, так і поведінковими характеристиками. Відомо 343 види, з них 138 видів трапляються у Великій Британії.

### Родина Лежневі (Burhinidae)
| Українська назва                    | Англійська назва      | Латинська назва     | Автор таксона  | Статус МСОП | Поширення у Британії  | Зображення |
| Ряд: Сивкоподібні (Charadriiformes) |                       |                     |                |             |                       |            |
| Родина: Лежневі (Burhinidae)        |                       |                     |                |             |                       |            |
| Лежень                              | Eurasian stone-curlew | Burhinus oedicnemus | Linnaeus, 1758 | LC          | фрагментарно в Англії |            |

### Родина Кулики-сороки (Haematopodidae)
| Українська назва                       | Англійська назва       | Латинська назва       | Автор таксона  | Статус МСОП | Поширення у Британії                                                      | Зображення |
| Ряд: Сивкоподібні (Charadriiformes)    |                        |                       |                |             |                                                                           |            |
| Родина: Кулики-сороки (Haematopodidae) |                        |                       |                |             |                                                                           |            |
| Кулик-сорока                           | Eurasian oystercatcher | Haematopus ostralegus | Linnaeus, 1758 | NT          | гніздиться у Шотландії та на півночі Англії, зимує на морському узбережжі |            |

### Родина Чоботарові (Recurvirostridae)
| Українська назва                      | Англійська назва   | Латинська назва        | Автор таксона  | Статус МСОП | Поширення у Британії | Зображення |
| Ряд: Сивкоподібні (Charadriiformes)   |                    |                        |                |             | |            |
| Родина: Чоботарові (Recurvirostridae) |                    |                        |                |             | |            |
| Чоботар                               | Avocet             | Recurvirostra avosetta | Linnaeus, 1758 | LC          | Птах перестав гніздитися у Британії у 1840 році. У 1947 році була успішна реколонізація у заповіднику Мінсмір (Суффолк). Відтоді птах знову поширився по країні |            |
| Кулик-довгоніг                        | Black-winged stilt | Himantopus himantopus  | Linnaeus, 1758 | LC          | зрідка розмножується, часто трапляються бродяжні птахи |            |

### Родина Сивкові (Charadriidae)
| Українська назва                    | Англійська назва       | Латинська назва          | Автор таксона             | Статус МСОП | Поширення у Британії | Зображення |
| Ряд: Сивкоподібні (Charadriiformes) |                        |                          |                           |             | |            |
| Родина: Сивкові (Charadriidae)      |                        |                          |                           |             | |            |
| Чайка                               | Lapwing                | Vanellus vanellus        | Linnaeus, 1758            | LC          | досить поширений осілий птах, в Шотландії перелітний                                                                                                |            |
| Чайка степова                       | Sociable plover        | Vanellus gregarius       | (Pallas, 1771)            | CR          | рідкісний бродяга |            |
| Чайка білохвоста                    | White-tailed plover    | Vanellus leucurus        | (Lichtenstein, MHC, 1823) | LC          | рідкісний бродяга, вперше спостерігався у 1975 році                                                                                                 |            |
| Сивка звичайна                      | Golden plover          | Pluvialis apricaria      | Linnaeus, 1758            | LC          | поширений фрагментарно по всій країні, у Шотландії перелітний, розмножується влітку, на півночі Англії цілорічно, на півдні Англії тав Уельсі зимує |            |
| Сивка бурокрила                     | Pacific golden plover  | Pluvialis fulva          | Linnaeus, 1758            | LC          | рідкісний залітний вид |            |
| Сивка американська                  | American golden plover | Pluvialis dominica       | Statius Müller, 1776      | LC          | регулярний залітний вид |            |
| Сивка морська                       | Grey plover            | Pluvialis squatarola     | Linnaeus, 1758            | LC          | поширений залітний вид |            |
| Пісочник великий                    | Ringed plover          | Charadrius hiaticula     | Linnaeus, 1758            | LC          | поширений перелітний гніздовий птах, деякі птахи залишаються на зимівлю                                                                             |            |
| Пісочник канадський                 | Semipalmated plover    | Charadrius semipalmatus  | Bonaparte, 1825           | LC          | рідкісний бродяга, зареєстрований на островах Сіллі                                                                                                 |            |
| Пісочник малий                      | Little ringed plover   | Charadrius dubius        | Scopoli, 1786             | LC          | поширений на півдні перелітний гніздовий птах |            |
| Пісочник крикливий                  | Killdeer               | Charadrius vociferus     | Linnaeus, 1758            | LC          | рідкісний бродяга |            |
| Пісочник морський                   | Kentish plover         | Charadrius alexandrinus  | Linnaeus, 1758            | LC          | колись розмножувався на морському узбережжі, зараз трапляються рідкісні бродяги                                                                     |            |
| Пісочник монгольський               | Lesser sand plover     | Charadrius mongolus      | Pallas, 1776              | LC          | Рідкісний залітний з Сибіру |            |
| Пісочник товстодзьобий              | Greater sand plover    | Charadrius leschenaultii | Lesson, 1826              | LC          | рідкісний бродяга |            |
| Пісочник каспійський                | Caspian plover         | Charadrius asiaticus     | Pallas, 1773              | LC          | Рідкісний залітний з Сибіру |            |
| Хрустан                             | Dotterel               | Charadrius morinellus    | Linnaeus, 1758            | LC          | досить поширений на Шотландському нагір'ї |            |

### Родина Баранцеві (Scolopacidae)
| Українська назва                    | Англійська назва        | Латинська назва         | Автор таксона     | Статус МСОП | Поширення у Британії                                                                                            | Зображення |
| Ряд: Сивкоподібні (Charadriiformes) |                         |                         |                   |             | |            |
| Родина: Баранцеві (Scolopacidae)    |                         |                         |                   |             | |            |
| Бартрамія                           | Upland sandpiper        | Bartramia longicauda    | (Bechstein, 1812) | LC          | рідкісний залітний                                                                                              |            |
| Кульон середній                     | Eurasian whimbrel       | Numenius phaeopus       | Linnaeus, 1758    | LC          | гніздиться на півночі Шотландії та супутних островах                                                            |            |
| Кульон гудзонський                  | Hudsonian whimbrel      | Numenius hudsonicus     | Latham, 1790      | LC          | рідкісний залітний                                                                                              |            |
| Кульон-крихітка                     | Little whimbrel         | Numenius minutus        | Gould, 1841       | NT          | Рідкісний залітний                                                                                              |            |
| Кульон ескімоський                  | Eskimo curlew           | Numenius borealis       | (Forster, 1772)   | CR          | зареєстровано 4 спостереження у 19 столітті, зараз вважається вимерлим                                          |            |
| Кульон великий                      | Curlew                  | Numenius arquata        | Linnaeus, 1758    | NT          | досить поширений цілорічно                                                                                      |            |
| Грицик малий                        | Bar-tailed godwit       | Limosa lapponica        | Linnaeus, 1758    | LC          | регулярно зимує та на перельоту                                                                                 |            |
| Грицик великий                      | Black-tailed godwit     | Limosa limosa           | Linnaeus, 1758    | NT          | гніздиться по всій країні, гніздові птахи відлітають восени, але взимку їх замінює більша ісландська популяція. |            |
| Грицик канадський                   | Hudsonian godwit        | Limosa haemastica       | Linnaeus, 1758    | LC          | рідкісний залітний                                                                                              |            |
| Крем'яшник звичайний                | Ruddy turnstone         | Actitis interpres       | Linnaeus, 1758    | LC          | зрідка гніздиться у Шотландії                                                                                   |            |
| Побережник великий                  | Great knot              | Calidris tenuirostris   | Horsfield, 1821   | EN          | Рідкісний залітний з Сибіру                                                                                     |            |
| Побережник ісландський              | Red knot                | Calidris canutus        | Linnaeus, 1758    | LC          | на перельоті |            |
| Побережник болотяний                | Broad-billed sandpiper  | Limicola falcinellus    | Pontoppidan, 1763 | LC          | рідкісний залітний                                                                                              |            |
| Побережник гострохвостий            | Sharp-tailed sandpiper  | Calidris acuminata      | Horsfield, 1821   | VU          | рідкісний залітний                                                                                              |            |
| Побережник довгоногий               | Stilt sandpiper         | Calidris himantopus     | Bonaparte, 1826   | LC          | рідкісний залітний з Америки                                                                                    |            |
| Побережник червоногрудий            | Curlew sandpiper        | Calidris ferruginea     | Pontoppidan, 1763 | LC          | трапляється під час міграцій                                                                                    |            |
| Побережник білохвостий              | Temminck's stint        | Calidris temminckii     | Leisler, 1812     | LC          | зрідка розмножується в Шотландії                                                                                |            |
| Побережник довгопалий               | Long-toed stint         | Calidris subminuta      | Middendorff, 1853 | LC          | рідкісний залітний у Сибіру                                                                                     |            |
| Побережник рудоголовий              | Red-necked stint        | Calidris ruficollis     | (Pallas, 1776)    | NT          | рідкісний залітний                                                                                              |            |
| Побережник білий                    | Sanderling              | Calidris alba           | Pallas, 1764      | LC          | зимує на узбережжі, трапляється також на перельоті                                                              |            |
| Побережник чорногрудий              | Dunlin                  | Calidris alpina         | Linnaeus, 1758    | LC          | досить поширений                                                                                                |            |
| Побережник морський                 | Purple sandpiper        | Calidris maritima       | Brünnich, 1764    | LC          | зимує уздовж східного та південного узбережжя, 1-3 пар щороку гніздяться у національному парку Кернгормс        |            |
| Побережник канадський               | Baird's sandpiper       | Calidris bairdii        | Coues, 1861       | LC          | рідкісний залітний з Америки                                                                                    |            |
| Побережник малий                    | Little stint            | Calidris minuta         | Leisler, 1812     | LC          | на перельоті |            |
| Побережник-крихітка                 | Least stint             | Calidris minutilla      | Vieillot, 1819    | LC          | рідкісний залітний птах                                                                                         |            |
| Побережник білогрудий               | White-rumped sandpiper  | Calidris fuscicollis    | Vieillot, 1819    | LC          | рідкісний залітний з Америки                                                                                    |            |
| Жовтоволик                          | Buff-breasted sandpiper | Calidris subruficollis  | Vieillot, 1819    | NT          | Рідкісний залітний з Америки                                                                                    |            |
| Побережник арктичний                | Pectoral sandpiper      | Calidris melanotos      | Vieillot, 1819    | LC          | регулярний бродяга                                                                                              |            |
| Побережник тундровий                | Semipalmated sandpiper  | Calidris pusilla        | Cabanis, 1857     | LC          | рідкісний залітний з Америки                                                                                    |            |
| Побережник аляскинський             | Western sandpiper       | Calidris mauri          | (Cabanis, 1857)   | LC          | рідкісний залітний з Америки                                                                                    |            |
| Неголь довгодзьобий                 | Long-billed dowitcher   | Limnodromus scolopaceus | Say, 1823         | LC          | рідкісний залітний з Америки                                                                                    |            |
| Неголь короткодзьобий               | Short-billed dowitcher  | Limnodromus griseus     | (Gmelin, 1789)    | LC          | рідкісний залітний з Америки                                                                                    |            |
| Слуква                              | Eurasian woodcock       | Scolopax rusticola      | Linnaeus, 1758    | LC          | поширений осілий птах                                                                                           |            |
| Баранець малий                      | Jack snipe              | Lymnocryptes minimus    | Brunnich, 1764    | LC          | численний на зимівлі                                                                                            |            |
| Баранець великий                    | Great snipe             | Gallinago media         | Latham, 1787      | NT          | рідкісний залітний з Скандинавії                                                                                |            |
| Баранець звичайний                  | Common snipe            | Gallinago gallinago     | Linnaeus, 1758    | LC          | досить поширений, цілорічно                                                                                     |            |
| Баранець американський              | Wilson's snipe          | Gallinago delicata      | Ord, 1825         | LC          | рідкісний залітний з Америки                                                                                    |            |
| Мородунка                           | Terek sandpiper         | Xenus cinereus          | Güldenstädt, 1775 | LC          | рідкісний залітний з Сибіру                                                                                     |            |
| Плавунець довгодзьобий              | Wilson's phalarope      | Phalaropus tricolor     | Vieillot, 1819    | LC          | рідкісний залітний з Америки                                                                                    |            |
| Плавунець круглодзьобий             | Red-necked phalarope    | Phalaropus lobatus      | Linnaeus, 1758    | LC          | гніздиться на Шетландських островах, Західних островах, на крайній півночі Шотландії                            |            |
| Плавунець плоскодзьобий             | Red phalarope           | Phalaropus fulicarius   | Linnaeus, 1758    | LC          | Рідкісний залітний з Америки                                                                                    |            |
| Набережник палеарктичний            | Common sandpiper        | Actitis hypoleucos      | Linnaeus, 1758    | LC          | досить поширений                                                                                                |            |
| Набережник плямистий                | Spotted sandpiper       | Actitis macularius      | Linnaeus, 1758    | LC          | рідкісний залітний з Америки                                                                                    |            |
| Коловодник лісовий                  | Green sandpiper         | Tringa ochropus         | Linnaeus, 1758    | LC          | зимує в Англії                                                                                                  |            |
| Коловодник лісовий                  | Solitary sandpiper      | Tringa solitaria        | (Wilson, 1813)    | LC          | рідкісний залітний з Америки                                                                                    |            |
| Коловодник попелястий               | Grey-tailed tattler     | Tringa brevipes         | (Vieillot, 1816)  | NT          | рідкісний залітний з Сибіру                                                                                     |            |
| Жовтоногий коловодник               | Lesser yellowlegs       | Tringa flavipes         | Gmelin, 1789      | LC          | рідкісний залітний з Америки                                                                                    |            |
| Коловодник звичайний                | Common redshank         | Tringa totanus          | Linnaeus, 1758    | LC          | досить поширений                                                                                                |            |
| Коловодник ставковий                | Marsh sandpiper         | Tringa stagnatilis      | Bechstein, 1803   | LC          | рідкісний залітний з Сибіру                                                                                     |            |
| Коловодник болотяний                | Wood sandpiper          | Tringa glareola         | Linnaeus, 1758    | LC          | рідкісні гніздування на півночі країни                                                                          |            |
| Коловодник чорний                   | Spotted redshank        | Tringa erythropus       | Pallas, 1764      | LC          | зимує на узбережжя                                                                                              |            |
| Коловодник великий                  | Common greenshank       | Tringa nebularia        | Gunnerus, 1767    | LC          | гніздиться у Шотландії, зимує на південному узбережжі                                                           |            |
| Коловодник строкатий                | Greater yellowlegs      | Tringa melanoleuca      | (Gmelin, 1789)    | LC          | Рідкісний залітний з Америки                                                                                    |            |

### Родина Дерихвостові (Glareolidae)
| Українська назва                    | Англійська назва        | Латинська назва     | Автор таксона  | Статус МСОП | Поширення у Великій Британії               | Зображення |
| Ряд: Сивкоподібні (Charadriiformes) |                         |                     |                |             |                                            |            |
| Родина: Дерихвостові (Glareolidae)  |                         |                     |                |             |                                            |            |
| Бігунець пустельний                 | Cream-colored courser   | Cursorius cursor    | Latham, 1787   | LC          | Рідкісний залітний з Африки                |            |
| Дерихвіст лучний                    | Collared pratincole     | Glareola pratincola | Linnaeus, 1766 | LC          | рідкісний залітний з Південної Європи      |            |
| Дерихвіст лучний                    | Oriental pratincole     | Glareola maldivarum | Forster, 1795  | LC          | єдине спостереження у 1981 році у Саффолку |            |
| Дерихвіст степовий                  | Black-winged pratincole | Glareola nordmanni  | Nordmann, 1842 | NT          | рідкісний залітний з Європи                |            |

### Родина Мартинові (Laridae)
| Українська назва                    | Англійська назва         | Латинська назва              | Автор таксона      | Статус МСОП | Поширення у Великій Британії                                                                                    | Зображення |
| Ряд: Сивкоподібні (Charadriiformes) |                          |                              |                    |             | |            |
| Родина: Мартинові (Laridae)         |                          |                              |                    |             | |            |
| Мартин трипалий                     | Black-legged kittiwake   | Rissa tridactyla             | Linnaeus, 1758     | VU          | цілорічно вздовж морського узбережжя                                                                            |            |
| Мартин білий                        | Ivory gull               | Pagophila eburnea            | Phipps, 1774       | NT          | залітний |            |
| Мартин вилохвостий                  | Sabine's gull            | Xema sabini                  | Leach, 1819        | LC          | під час міграцій                                                                                                |            |
| Мартин тонкодзьобий                 | Slender-billed gull      | Chroicocephalus genei        | (Breme, 1839)      | LC          | рідкісний бродяга з Південної Європи                                                                            |            |
| Мартин канадський                   | Bonaparte's gull         | Chroicocephalus philadelphia | Ord, 1815          | LC          | залітний з Америки                                                                                              |            |
| Мартин звичайний                    | Black-headed gull        | Larus ridibundus             | Linnaeus, 1766     | LC          | досить поширений, на півдні цілорічно                                                                           |            |
| Мартин малий                        | Little gull              | Larus minutus                | Pallas, 1776       | LC          | численний на зимівлі, у 2016 році на озері Стратбег вперше зафіксовано гніздування                              |            |
| Мартин рожевий                      | Ross's gull              | Rhodostethia rosea           | MacGillivray, 1842 | LC          | рідкісний залітний вид, у 2016 році спостерігався у Корнуоллі                                                   |            |
| Мартин карибський                   | Laughing gull            | Leucophaeus atricilla        | (Linnaeus, 1758)   | LC          | рідкісний залітний з Америки                                                                                    |            |
| Мартин жовтоногий                   | Franklin's gull          | Leucophaeus pipixcan         | (Wagler, 1831)     | LC          | Рідкісний залітний з Канади                                                                                     |            |
| Мартин сіроногий                    | Audouin's gull           | Ichthyaetus audouinii        | Payraudeau, 1826   | VU          | єдине спостереження у 2003 році                                                                                 |            |
| Мартин середземноморський           | Mediterranean gull       | Ichthyaetus melanocephalus   | Temminck, 1820     | LC          | вздовж південного узбережжі, гніздиться до 500 пар                                                              |            |
| Мартин каспійський                  | Pallas's gull            | Larus ichthyaetus            | Pallas, 1773       | LC          | єдине спостереження у 1859 році                                                                                 |            |
| Мартин сизий                        | Common gull              | Larus canus                  | Linnaeus, 1758     | LC          | |            |
| Мартин делаверський                 | Ringnebbmåke             | Larus delawarensis           | Ord, 1815          | LC          | регулярний бродяга                                                                                              |            |
| Мартин морський                     | Great black-backed gull  | Larus marinus                | Linnaeus, 1758     | LC          | поширений на узбережжі                                                                                          |            |
| Мартин берингійський                | Glaucous-winged gull     | Larus glaucescens            | (Naumann, 1840)    | LC          | рідкісний залітний, відомо два спостереження                                                                    |            |
| Мартин полярний                     | Glaucous gull            | Larus hyperboreus            | Gunnerus, 1767     | LC          | зимує вздовж морського узбережжя                                                                                |            |
| Мартин гренландський                | Iceland gull             | Larus glaucoides             | Meyer, 1822        | LC          | зимує вздовж морського узбережжя                                                                                |            |
| Мартин сріблястий                   | European herring gull    | Larus argentatus             | Pontoppidan, 1763  | LC          | досить поширений вздовж морського узбережжя                                                                     |            |
| Мартин американський                | American herring gull    | Larus smithsonianus          | Coues, 1862        | LC          | єдине спостереження у 1994 році у Чеширі                                                                        |            |
| Мартин жовтоногий                   | Caspian gull             | Larus cachinnans             | Pallas, 1811       | LC          | регулярно спостерігається на зимівлі на узбережжі Англії                                                        |            |
| Мартин скельний                     | Yellow-legged gull       | Larus michahellis            | Naumann, 1840      | LC          | регулярно спостерігається на зимівлі на узбережжі Англії, з 1995 року щороку спостерігається 1-4 гніздових пари |            |
| Мартин охотський                    | Slaty-backed gull        | Larus schistisagus           | Stejneger, 1884    | LC          | рідкісний залітний з Америки                                                                                    |            |
| Мартин чорнокрилий                  | Lesser black-backed gull | Larus fuscus                 | Linnaeus 1758      | LC          | досить поширений на зимівлі                                                                                     |            |
| Крячок чорнодзьобий                 | Gull-billed tern         | Gelochelidon nilotica        | Gmelin, 1789       | LC          | рідкісний бродяга                                                                                               |            |
| Крячок каспійський                  | Caspian tern             | Hydroprogne caspia           | Pallas, 1770       | LC          | рідкісний залітний                                                                                              |            |
| Крячок королівський                 | Royal tern               | Thalasseus maximus           | Boddaert, 1783     | LC          | рідкісний залітний птах                                                                                         |            |
| Крячок бенгальський                 | Lesser crested tern      | Thalasseus bengalensis       | (Lesson, 1831)     | LC          | рідкісний залітний птах                                                                                         |            |
| Крячок рябодзьобий                  | Sandwich tern            | Thalasseus sandvicensis      | Latham, 1787       | LC          | поширений на півдні                                                                                             |            |
| Крячок атлантичний                  | Cabot's tern             | Thalasseus acuflavida        | (Cabot, S, 1847)   | LC          | рідкісний залітний                                                                                              |            |
| Крячок атлантичний                  | Elegant tern             | Thalasseus elegans           | (Gambel, 1849)     | NT          | єдине спостереження у 2017 році у графстві Західний Сассекс                                                     |            |
| Крячок малий                        | Little tern              | Sternula albifrons           | Pallas, 1764       | LC          | досить поширений влітку                                                                                         |            |
| Крячок карибський                   | Least tern               | Sternula antillarum          | (Lesson, 1847)     | LC          | відоме єдине спостереження                                                                                      |            |
| Крячок камчатський                  | Aleutian tern            | Onychoprion aleutica         | (Baird, 1869)      | VU          | рідкісний залітний                                                                                              |            |
| Крячок бурокрилий                   | Bridled tern             | Onychoprion anaethetus       | (Scopoli, 1786)    | LC          | рідкісний залітний                                                                                              |            |
| Крячок строкатий                    | Sooty tern               | Onychoprion fuscatus         | Linnaeus, 1766     | LC          | Рідкісний залітний птах з Америки                                                                               |            |
| Крячок рожевий                      | Roseate tern             | Sterna dougallii             | Montagu, 1813      | LC          | рідкісний птах, гніздиться на острові Кокет (північний схід Англії) та острові Англсі (захід Уельсу)            |            |
| Крячок річковий                     | Common tern              | Sterna hirundo               | Linnaeus, 1758     | LC          | досить поширений гніздовий птах                                                                                 |            |
| Крячок полярний                     | Arctic tern              | Sterna paradisaea            | Pontoppidan, 1763  | LC          | гніздиться вздовж морського узбережжя, переважно на півночі                                                     |            |
| Крячок неоарктичний                 | Forster's tern           | Sterna forsteri              | Nuttall, 1834      | LC          | залітні птахи на зимівлі                                                                                        |            |
| Крячок білощокий                    | Whiskered tern           | Chlidonias hybrida           | Pallas, 1811       | LC          | пізній залітний                                                                                                 |            |
| Крячок білокрилий                   | White-winged black tern  | Chlidonias leucopterus       | Temminck, 1815     | LC          | рідкісний залітний птах                                                                                         |            |
| Крячок чорний                       | Black tern               | Chlidonias niger             | Linnaeus, 1758     | LC          | Досить поширений                                                                                                |            |

### Родина Поморникові (Stercorariidae)
| Українська назва                     | Англійська назва   | Латинська назва          | Автор таксона    | Статус МСОП | Поширення у Великій Британії                                                               | Зображення |
| Ряд: Сивкоподібні (Charadriiformes)  |                    |                          |                  |             |                                                                                            |            |
| Родина: Поморникові (Stercorariidae) |                    |                          |                  |             |                                                                                            |            |
| Поморник антарктичний                | South Polar skua   | Stercorarius maccormicki | (Saunders, 1893) | LC          | рідкісний бродяга                                                                          |            |
| Поморник великий                     | Great skua         | Stercorarius skua        | Brunnich, 1764   | LC          | бродяжні птахи трапляються повсюдно на узбережжі, гніздиться на островах на півночі країни |            |
| Поморник середній                    | Pomarine skua      | Stercorarius pomarinus   | Temminck, 1815   | LC          | на зимівлі на морському узбережжі                                                          |            |
| Поморник короткохвостий              | Parasitic jaeger   | Stercorarius parasiticus | Linnaeus, 1758   | EN          | гніздиться в Шотландії та супутніх островах                                                |            |
| Поморник довгохвостий                | Long-tailed jaeger | Stercorarius longicaudus | Vieillot, 1819   | LC          | під час сезонних міграцій                                                                  |            |

### Родина Алькові (Alcidae)
| Українська назва                    | Англійська назва     | Латинська назва           | Автор таксона     | Статус МСОП | Поширення у Великій Британії                                                                                       | Зображення |
| Ряд: Сивкоподібні (Charadriiformes) |                      |                           |                   |             | |            |
| Родина: Алькові (Alcidae)           |                      |                           |                   |             | |            |
| Люрик                               | Little auk           | Alle alle                 | Linnaeus, 1758    | LC          | рідкісний зимовий гість                                                                                            |            |
| Кайра товстодзьоба                  | Thick-billed murre   | Uria lomvia               | Linnaeus, 1758    | LC          | рідкісний залітний                                                                                                 |            |
| Кайра тонкодзьоба                   | Common murre         | Uria aalge                | Pontoppidan, 1763 | LC          | досить поширений на морському узбережжі                                                                            |            |
| Гагарка                             | Razorbill            | Alca torda                | Linnaeus, 1758    | LC          | досить поширений на морському узбережжі                                                                            |            |
| Гагарка велика                      | Great auk            | Pinguinus impennis        | Linnaeus, 1758    | EX          | гніздився на островах на півночі країни, у Британії останнього птаха вбили у 1840 році (загалом вимер у 1852 році) |            |
| Чистун арктичний                    | Black guillemot      | Cepphus grylle            | Kohl, 1820        | LC          | Вздовж узбережжя                                                                                                   |            |
| Пижик охотський                     | Long-billed murrelet | Brachyramphus perdix      | (Pallas, 1811)    | NT          | єдине спостереження у 2006 році у місті Доліш                                                                      |            |
| Моржик чорногорлий                  | Ancient murrelet     | Synthliboramphus antiquus | (Gmelin, JF, 1789 | LC          | три роки підряд (1990-1992) той самий птах спостерігався на острові Ланді                                          |            |
| Іпатка атлантична                   | Atlantic puffin      | Fratercula arctica        | Linnaeus, 1758    | VU          | гніздиться на островах на півночі країни, поза сезоном розмноження часто трапляється на морському узбережжі        |            |
| Топорик                             | Tufted puffin        | Fratercula cirrhata       | (Pallas, 1769)    | LC          | рідкісний залітний                                                                                                 |            |

## Ряд Фаетоноподібні (Phaethontiformes)
Стрункі білі птахи тропічних океанів з надзвичайно довгими центральними опереннями хвоста. На їхніх головах і довгих крилах є чорні плями. З трьох видів ряду у Великій Британії зафіксовано один.

### Родина Фаетонові (Phaethontidae)
| Українська назва                       | Англійська назва      | Латинська назва    | Автор таксона  | Статус МСОП | Поширення у Великій Британії | Зображення |
| Ряд: Фаетоноподібні (Phaethontiformes) |                       |                    |                |             |                              |            |
| Родина: Фаетонові (Phaethontidae)      |                       |                    |                |             |                              |            |
| Фаетон червонодзьобий                  | Red-billed tropicbird | Phaethon aethereus | Linnaeus, 1758 | LC          | рідкісний бродяга            |            |

## Ряд Гагароподібні (Gaviiformes)
Група водних птахів, що поширені у багатьох районах Північної Америки та Північної Європи. Відомо 5 видів гагар і всі вони трапляються у Великій Британії.

### Родина Гагарові (Gaviidae)
| Українська назва                 | Англійська назва    | Латинська назва | Автор таксона    | Статус МСОП | Поширення у Великій Британії                             | Зображення |
| Ряд: Гагароподібні (Gaviiformes) |                     |                 |                  |             |                                                          |            |
| Родина: Гагарові (Gaviidae)      |                     |                 |                  |             |                                                          |            |
| Гагара червоношия                | Red-throated loon   | Gavia stellata  | Brunnich, 1764   | LC          | звичайний на узбережжі під час зимівлі                   |            |
| Гагара чорношия                  | Black-throated loon | Gavia arctica   | Linnaeus, 1758   | LC          | гніздиться в Шотландії, зимує південніше                 |            |
| Гагара білошия                   | Pacific loon        | Gavia pacifica  | (Lawrence, 1858) | LC          | рідкісний бродяга                                        |            |
| Гагара полярна                   | Common loon         | Gavia immer     | Brunnich, 1764   | LC          | зрідка гніздиться в Шотландії, звичайний під час зимівлі |            |
| Гагара білодзьоба                | Yellow-billed loon  | Gavia adamsii   | (Gray, 1859)     | NT          | рідкісний бродяга                                        |            |

## Ряд Буревісникоподібні (Procellariiformes)
Це морські птахи. Альбатроси є найбільшими літаючими птахами та найбільшими мандрівниками серед птахів. Відомо 117 видів буревісникоподібних, з них у Великій Британії трапляється 18 видів.

### Родина Океанникові (Oceanitidae)
| Українська назва                            | Англійська назва         | Латинська назва     | Автор таксона  | Статус МСОП | Поширення у Великій Британії       | Зображення |
| Ряд: Буревісникоподібні (Procellariiformes) |                          |                     |                |             |                                    |            |
| Родина: Океанникові (Oceanitidae)           |                          |                     |                |             |                                    |            |
| Океанник Вільсона                           | Wilson's storm petrel    | Oceanites oceanicus | Kuhl, 1820     | LC          | рідкісний бродяга на острові Сіллі |            |
| Океанник білобровий                         | White-faced storm petrel | Pelagodroma marina  | (Latham, 1790) | LC          | рідкісний бродяга                  |            |

### Родина Альбатросові (Diomedeidae)
| Українська назва                            | Англійська назва                | Латинська назва             | Автор таксона    | Статус МСОП | Поширення у Великій Британії        | Зображення |
| Ряд: Буревісникоподібні (Procellariiformes) |                                 |                             |                  |             |                                     |            |
| Родина: Альбатросові (Diomedeidae)          |                                 |                             |                  |             |                                     |            |
| Альбатрос чорнобровий                       | Black-browed albatross          | Thalassarche melanophris    | (Temminck, 1828) | LC          | Рідкісний залітний птах з Атлантики |            |
| Альбатрос смугастодзьобий                   | Atlantic yellow-nosed albatross | Thalassarche chlororhynchos | (Gmelin, 1789)   | EN          | Рідкісний залітний птах з Атлантики |            |

### Родина Качуркові (Hydrobatidae)
| Українська назва                            | Англійська назва      | Латинська назва       | Автор таксона    | Статус МСОП | Поширення у Великій Британії                                                                      | Зображення |
| Ряд: Буревісникоподібні (Procellariiformes) |                       |                       |                  |             |                                                                                                   |            |
| Родина: Качуркові (Hydrobatidae)            |                       |                       |                  |             |                                                                                                   |            |
| Качурка морська                             | European storm petrel | Hydrobates pelagicus  | Linnaeus, 1758   | LC          | досить поширений на морському узбережжі                                                           |            |
| Качурка північна                            | Leach's storm petrel  | Oceanodroma leucorhoa | (Vieillot, 1818) | VU          | зрідка гніздиться на Шотландських островах, бродяжні птахи спостерігаються на західному узбережжі |            |
| Качурка вилохвоста                          | Swinhoe's petrel      | Oceanodroma monorhis  | Swinhoe, 1867    | NT          | Рідкісний залітний вид, спостерігався тричі                                                       |            |

### Родина Буревісникові (Procellariidae)
| Українська назва                            | Англійська назва     | Латинська назва            | Автор таксона    | Статус МСОП | Поширення у Великій Британії                                       | Зображення |
| Ряд: Буревісникоподібні (Procellariiformes) |                      |                            |                  |             |                                                                    |            |
| Родина: Буревісникові (Procellariidae)      |                      |                            |                  |             |                                                                    |            |
| Буревісник кочівний                         | Northern fulmar      | Fulmarus glacialis         | (Linnaeus, 1761) | LC          | повсюдно на узбережжі. Гніздиться приблизно 500 тис пар (2009 рік) |            |
| Тайфунник кубинський                        | Black-capped petrel  | Pterodroma hasitata        | (Kuhl, 1820)     | EN          | рідкісний залітний                                                 |            |
| Буревісник білогорлий                       | White-chinned petrel | Procellaria aequinoctialis | Linnaeus, 1758   | VU          | єдине спостереження у 2020 році                                    |            |
| Буревісник середземноморський               | Scopoli's shearwater | Calonectris diomedea       | (Scopoli, 1769)  | LC          | залітний птах                                                      |            |
| Буревісник атлантичний                      | Cory's shearwater    | Calonectris borealis       | (Cory, 1881)     | LC          | залітний                                                           |            |
| Буревісник левантійський                    | Sooty shearwater     | Ardenna griseus            | Acerbi, 1827     | VU          | досить поширений на узбережжі бродяжний вид                        |            |
| Великий буревісник                          | Great shearwater     | Ardenna gravis             | O'Reilly, 1818   | LC          | досить поширений мігрант                                           |            |
| Буревісник малий                            | Manx shearwater      | Puffinus puffinus          | (Brünnich, 1764) | VU          | гніздиться на островах біля північного та західного узбережжя      |            |
| Буревісник східний                          | Yelkouan shearwater  | Puffinus yelkouan          | (Acerbi, 1827)   | VU          | рідкісний бродяга                                                  |            |
| Буревісник балеарський                      | Balearic shearwater  | Puffinus mauretanicus      | P.R. Lowe, 1921  | CR          | залітний вид                                                       |            |
| Буревісник канарський                       | Barolo shearwater    | Puffinus baroli            | Bonaparte, 1857  | LC          | Рідкісний залітний птах                                            |            |

## Ряд Лелекоподібні (Ciconiiformes)
Це великі або середніх розмірів птахи із довгими ногами та шиєю. Полюють на здобич на мілководді та лугах. Відомо 19 видів, з яких два трапляється у Великій Британії.

### Родина Лелекові (Ciconiidae)
| Українська назва                   | Англійська назва | Латинська назва | Автор таксона  | Статус МСОП | Поширення у Великій Британії | Зображення |
| Ряд: Лелекоподібні (Ciconiiformes) |                  |                 |                |             | |            |
| Родина: Лелекові (Ciconiidae)      |                  |                 |                |             | |            |
| Лелека білий                       | White stork      | Ciconia ciconia | Linnaeus, 1758 | LC          | востаннє гніздувався у 1415 році в Единбурзі, відтоді щороку спостерігалися лише бродяжні птахи. У 2020 році зареєстровано гніздування у Західному Сассексі |            |
| Лелека чорний                      | Black stork      | Ciconia nigra   | Linnaeus, 1758 | LC          | рідкісний залітний птах, не гніздиться. |            |

## Ряд Сулоподібні (Suliformes)

### Родина Фрегатові (Fregatidae)
| Українська назва               | Англійська назва        | Латинська назва     | Автор таксона  | Статус МСОП | Поширення у Великій Британії                                  | Зображення |
| Ряд: Сулоподібні (Suliformes)  |                         |                     |                |             |                                                               |            |
| Родина: Фрегатові (Fregatidae) |                         |                     |                |             |                                                               |            |
| Фрегат вознесенський           | Ascension frigatebird   | Fregata aquila      | Linnaeus, 1758 | VU          | двічі спостерігався біля узбережжя Шотландії (у 1953 та 2013) |            |
| Фрегат карибський              | Magnificent frigatebird | Fregata magnificens | Mathews, 1914  | LC          | бродяжний                                                     |            |

### Родина Сулові (Sulidae)
| Українська назва              | Англійська назва | Латинська назва  | Автор таксона    | Статус МСОП | Поширення у Великій Британії                               | Зображення |
| Ряд: Сулоподібні (Suliformes) |                  |                  |                  |             |                                                            |            |
| Родина: Сулові (Sulidae)      |                  |                  |                  |             |                                                            |            |
| Сула атлантична               | Northern gannet  | Morus bassanus   | Linnaeus, 1758   | LC          | гніздиться колоніями на островах вздовж узбережжя          |            |
| Сула червононога              | Red-footed booby | Sula sula        | (Linnaeus, 1766) | LC          | єдине спостереження у графстві Східний Сассекс у 2016 році |            |
| Сула білочерева               | Brown booby      | Sula leucogaster | (Boddaert, 1783) | LC          | єдине спостереження у 2019 році                            |            |

### Родина Бакланові (Phalacrocoracidae)
| Українська назва                      | Англійська назва         | Латинська назва           | Автор таксона  | Статус МСОП | Поширення у Великій Британії                                                      | Зображення |
| Ряд: Пеліканоподібні (Pelecaniformes) |                          |                           |                |             |                                                                                   |            |
| Родина: Бакланові (Phalacrocoracidae) |                          |                           |                |             |                                                                                   |            |
| Баклан великий                        | Great cormorant          | Phalacrocorax carbo       | Linnaeus, 1758 | LC          | досить поширений вид, на півдні цілорічно                                         |            |
| Баклан чубатий                        | European shag            | Phalacrocorax aristotelis | Linnaeus, 1761 | LC          | гніздиться на Шотландських островах, досить поширений на зимівлі вздовж узбережжя |            |
| Баклан вухатий                        | Double-crested cormorant | Nannopterum auritum       | (Lesson, 1831) | LC          | рідкісний бродяга                                                                 |            |

## Ряд Пеліканоподібні (Pelecaniformes)
Пеліканоподібні — це середніх або великих розмірів прибережні морські птахи. Живляться рибою, полюючи на неї на поверхні або пірнаючи під воду. Відомо близько 170 видів, з них 17 видів спостерігалися у Великій Британії.

### Родина Ібісові (Threskiornithidae)
| Українська назва                      | Англійська назва   | Латинська назва      | Автор таксона  | Статус МСОП | Поширення у Великій Британії                                                             | Зображення |
| Ряд: Пеліканоподібні (Pelecaniformes) |                    |                      |                |             |                                                                                          |            |
| Родина: Ібісові (Threskiornithidae)   |                    |                      |                |             |                                                                                          |            |
| Коровайка                             | Glossy ibis        | Plegadis falcinellus | Linnaeus, 1766 | LC          | інколи трапляється на зимівлі, у 2014 році вперше зафіксоване гніздування у Лінкольнширі |            |
| Косар                                 | Eurasian spoonbill | Platalea leucorodia  | Linnaeus, 1758 | LC          |                                                                                          |            |

### Родина Чаплеві (Ardeidae)
| Українська назва                      | Англійська назва          | Латинська назва       | Автор таксона   | Статус МСОП | Поширення у Великій Британії | Зображення |
| Ряд: Пеліканоподібні (Pelecaniformes) |                           |                       |                 |             | |            |
| Родина: Чаплеві (Ardeidae)            |                           |                       |                 |             | |            |
| Бугай                                 | Eurasian bittern          | Botaurus stellaris    | Linnaeus, 1758  | LC          | цілорічно в Англії та Уельсі |            |
| Бугай американський                   | American bittern          | Botaurus lentiginosus | (Swinhoe, 1873) | LC          | залітний вид |            |
| Бугайчик                              | Little bittern            | Ixobrychus minutus    | Linnaeus, 1766  | LC          | періодично надходили повідомлення про розмноження в дев'ятнадцятому столітті, а також у 1946 і 1957 роках, але жоден із цих записів не був підтверджений. Перший підтверджений британський запис про розмноження в Йоркширі в 1984 році, і другий на Авалонських болотах у Сомерсеті в 2010 році, до 2017 року цей вид був присутній у цій місцевості протягом дев'яти років поспіль. |            |
| Квак                                  | Black-crowned night heron | Nycticorax nycticorax | Linnaeus, 1758  | LC          | періодичний бродяга, зареєстровані рідкісні гніздування |            |
| Чапля зелена                          | Green heron               | Butorides virescens   | Linnaeus, 1758  | LC          | рідкісний залітний |            |
| Чапля жовта                           | Squacco heron             | Ardeola ralloides     | Linnaeus, 1758  | LC          | рідкісний залітний |            |
| Чапля китайська                       | Chinese pond heron        | Ardeola bacchus       | Bonaparte, 1855 | LC          | Рідкісний залітний вид |            |
| Чапля єгипетська                      | Cattle egret              | Bubulcus ibis         | Linnaeus, 1758  | LC          | залітний птах, двічі спостерігалося розмноження (у 2008 та 2017) |            |
| Чапля сіра                            | Grey heron                | Ardea cinerea         | Linnaeus, 1758  | LC          | досить поширений осілий птах |            |
| Чапля північна                        | Great blue heron          | Ardea herodias        | Linnaeus, 1758  | LC          | рідкісний залітний |            |
| Чапля руда                            | Purple heron              | Ardea purpurea        | Linnaeus, 1766  | LC          | |            |
| Чепура велика                         | Great egret               | Ardea alba            | Linnaeus, 1758  | LC          | залітний птах, з 2012 року реєструються регулярні гніздування |            |
| Чепура американська                   | Snowy egret               | Egretta thula         | (Molina, 1782)  | LC          | рідкісний залітний в Шотландії |            |
| Чепура мала                           | Little egret              | Egretta garzetta      | Linnaeus, 1766  | LC          | досить поширений в Англії та Уельсі |            |

### Родина Пеліканові (Pelecanidae)
| Українська назва                      | Англійська назва  | Латинська назва   | Автор таксона | Статус МСОП | Поширення у Великій Британії | Зображення |
| Ряд: Пеліканоподібні (Pelecaniformes) |                   |                   |               |             |                              |            |
| Родина: Пеліканові (Pelecanidae)      |                   |                   |               |             |                              |            |
| Пелікан кучерявий                     | Dalmatian pelican | Pelecanus crispus | Bruch, 1832   | VU          |                              |            |

## Ряд Яструбоподібні (Accipitriformes)

### Родина Скопові (Pandionidae)
| Українська назва                   | Англійська назва | Латинська назва   | Автор таксона  | Статус МСОП | Поширення у Великій Британії | Зображення |
| Ряд: Соколоподібні (Falconiformes) |                  |                   |                |             |                              |            |
| Родина: Скопові (Pandionidae)      |                  |                   |                |             |                              |            |
| Скопа                              | Osprey           | Pandion haliaetus | Linnaeus, 1758 | LC          |                              |            |

### Родина Яструбові (Accipitridae)
| Українська назва                   | Англійська назва       | Латинська назва       | Автор таксона      | Статус МСОП | Поширення у Великій Британії | Зображення |
| Ряд: Соколоподібні (Falconiformes) |                        |                       |                    |             | |            |
| Родина: Яструбові (Accipitridae)   |                        |                       |                    |             | |            |
| Стерв'ятник                        | Egyptian vulture       | Neophron percnopterus | Savigny, 1809      | EN          | спостерігався двічі (1868 та 2021) |            |
| Осоїд                              | European honey buzzard | Pernis apivorus       | Linnaeus, 1758     | LC          | літній гість |            |
| Змієїд блакитноногий               | Short-toed snake eagle | Circaetus gallicus    | (Gmelin, JF, 1788) | LC          | єдине спостереження на островах Сіллі у 1999 році |            |
| Підорлик великий                   | Greater spotted eagle  | Clanga clanga         | (Pallas, 1811)     | VU          | рідкісний бродяга |            |
| Беркут                             | Golden eagle           | Aquila chrysaetos     | Linnaeus, 1758     | LC          | в Шотландії |            |
| Яструб малий                       | Eurasian sparrowhawk   | Accipiter nisus       | Linnaeus, 1758     | LC          | досить поширений вид |            |
| Яструб великий                     | Northern goshawk       | Accipiter gentilis    | Linnaeus, 1758     | LC          | досить поширений вид |            |
| Лунь очеретяний                    | Western marsh harrier  | Circus aeruginosus    | Linnaeus, 1758     | LC          | спорадично в Англії та Уельсі |            |
| Лунь польовий                      | Hen harrier            | Circus cyaneus        | Linnaeus, 1766     | LC          | досить поширений вид |            |
| Лунь американський                 | Northern harrier       | Circus hudsonius      | Linnaeus, 1766     | LC          | рідкісний бродяга |            |
| Лунь степовий                      | Pallid harrier         | Circus macrourus      | Gmelin, 1770       | NT          | рідкісний залітний вид |            |
| Лунь лучний                        | Montagu's harrier      | Circus pygargus       | Linnaeus, 1758     | LC          | є два райони розмноження – територія навколо Уоша та низинні райони південної Англії, від Дорсета та Гемпшира на північ до Оксфордширу. Поза межами цих територій зустрічається лише як нечисленний мігрант. |            |
| Шуліка рудий                       | Red kite               | Milvus milvus         | Linnaeus, 1758     | LC          | фрагментарно гніздиться по всій країні |            |
| Шуліка чорний                      | Black kite             | Milvus migrans        | Boddaert, 1783     | LC          | залітний при міграціях |            |
| Орлан-білохвіст                    | White-tailed eagle     | Haliaeetus albicilla  | Linnaeus, 1758     | LC          | на заході Шотландії, реінтродукований у деяких районах Англії |            |
| Канюк звичайний                    | Common buzzard         | Buteo buteo           | Linnaeus, 1758     | LC          | досить поширений осілий птах |            |
| Зимняк                             | Rough-legged buzzard   | Buteo lagopus         | Pontoppidan, 1763  | LC          | на зимівлі |            |

## Ряд Совоподібні (Strigiformes)
Це великі одиночні нічні хижаки. Вони мають великі, звернені вперед очі і вуха та круглий лицьовий диск. Відомо 211 видів, з них у Великій Британії — 9 видів.

### Родина Сипухові (Tytonidae)
| Українська назва                | Англійська назва | Латинська назва | Автор таксона | Статус МСОП | Поширення у Великій Британії    | Зображення |
| Ряд: Совоподібні (Strigiformes) |                  |                 |               |             |                                 |            |
| Родина: Сипухові (Tytonidae)    |                  |                 |               |             |                                 |            |
| Сипуха                          | Barn owl         | Tyto alba       | Scopoli, 1769 | LC          | досить поширений по всій країні |            |

### Родина Совові (Strigidae)
| Українська назва                | Англійська назва   | Латинська назва   | Автор таксона     | Статус МСОП | Поширення у Великій Британії                                                 | Зображення |
| Ряд: Совоподібні (Strigiformes) |                    |                   |                   |             |                                                                              |            |
| Родина: Совові (Strigidae)      |                    |                   |                   |             |                                                                              |            |
| Сич волохатий                   | Boreal owl         | Aegolius funereus | Linnaeus, 1758    | LC          | рідкісний залітний                                                           |            |
| Сич хатній                      | Little owl         | Athene noctua     | Scopoli, 1769     | LC          | завезений у 19 столітті та поширився на більшу частину Англії та весь Уельс. |            |
| Сова яструбина                  | Northern hawk-owl  | Surnia ulula      | (Linnaeus, 1758)  | LC          | рідкісний бродяга                                                            |            |
| Совка                           | Eurasian scops owl | Otus scops        | Linnaeus, 1758    | LC          | рідкісний залітний                                                           |            |
| Сова вухата                     | Long-eared owl     | Asio otus         | Linnaeus, 1758    | LC          | досить поширений осілий птах                                                 |            |
| Сова болотяна                   | Jordugle           | Asio flammeus     | Pontoppidan, 1763 | LC          | досить поширений гніздовий птах, також на зимівлі                            |            |
| Сова біла                       | Snowy owl          | Bubo scandiacus   | Linnaeus, 1758    | VU          | рідкісний в Шотландії та супутніх островах                                   |            |
| Сова сіра                       | Tawny owl          | Strix aluco       | Linnaeus, 1758    | LC          | досить поширений вид                                                         |            |

## Ряд Bucerotiformes

#### Родина Одудові (Upupidae)
| Українська назва           | Англійська назва | Латинська назва | Автор таксона  | Статус МСОП | Поширення у Великій Британії             | Зображення |
| Ряд: Bucerotiformes        |                  |                 |                |             |                                          |            |
| Родина: Одудові (Upupidae) |                  |                 |                |             |                                          |            |
| Одуд                       | Eurasian hoopoe  | Upupa epops     | Linnaeus, 1758 | LC          | спорадично гніздиться в Південній Англії |            |

## Ряд Сиворакшоподібні (Coraciiformes)
Відомо близько 90 видів сиворакшеподібних, з них у Великій Британії спостерігаються 4 види.

### Родина Рибалочкові (Alcedinidae)
| Українська назва                      | Англійська назва  | Латинська назва   | Автор таксона  | Статус МСОП | Поширення у Великій Британії | Зображення |
| Ряд: Сиворакшоподібні (Coraciiformes) |                   |                   |                |             |                              |            |
| Родина: Рибалочкові (Alcedinidae)     |                   |                   |                |             |                              |            |
| Рибалочка блакитний                   | Common kingfisher | Alcedo atthis     | Linnaeus, 1758 | LC          | досить поширений             |            |
| Рибалочка-чубань північний            | Belted kingfisher | Megaceryle alcyon | Linnaeus, 1758 | LC          | рідкісний бродяга з Америки  |            |

### Родина Бджолоїдкові (Meropidae)
| Українська назва                      | Англійська назва       | Латинська назва | Автор таксона  | Статус МСОП | Поширення у Великій Британії              | Зображення |
| Ряд: Сиворакшоподібні (Coraciiformes) |                        |                 |                |             |                                           |            |
| Родина: Бджолоїдкові (Meropidae)      |                        |                 |                |             |                                           |            |
| Бджолоїдка звичайна                   | European bee-eater     | Merops apiaster | Linnaeus, 1758 | LC          | залітний з Європи, зрідка розмножується   |            |
| Бджолоїдка зелена                     | Blue-cheeked bee-eater | Merops persicus | Pallas, 1773   | LC          | рідкісний залітний, спостерігався 8 разів |            |

## Ряд Дятлоподібні (Piciformes)
Із 440 видів дятлоподібних у Великій Британії трапляється 5 видів.

### Родина Дятлові (Picidae)
| Українська назва               | Англійська назва          | Латинська назва    | Автор таксона    | Статус МСОП | Поширення у Великій Британії        | Зображення |
| Ряд: Дятлоподібні (Piciformes) |                           |                    |                  |             |                                     |            |
| Родина: Дятлові (Picidae)      |                           |                    |                  |             |                                     |            |
| Крутиголовка                   | Eurasian wryneck          | Jynx torquilla     | Linnaeus, 1758   | LC          | рідкісний бродяга                   |            |
| Дятел-смоктун жовточеревий     | Yellow-bellied sapsucker  | Sphyrapicus varius | (Linnaeus, 1766) | LC          | рідкісний бродяга                   |            |
| Дятел малий строкатий          | Lesser spotted woodpecker | Dryobates minor    | Linnaeus, 1758   | LC          | досить поширений в Англії та Уельсі |            |
| Дятел звичайний                | Great spotted woodpecker  | Dendrocopos major  | Linnaeus, 1758   | LC          | досить поширений                    |            |
| Жовна зелена                   | European green woodpecker | Picus viridis      | Linnaeus, 1758   | LC          | досить поширений                    |            |

## Ряд Соколоподібні (Falconiformes)

### Родина Соколові (Falconidae)
| Українська назва                   | Англійська назва  | Латинська назва   | Автор таксона   | Статус МСОП | Поширення у Великій Британії        | Зображення |
| Ряд: Соколоподібні (Falconiformes) |                   |                   |                 |             |                                     |            |
| Родина: Соколові (Falconidae)      |                   |                   |                 |             |                                     |            |
| Боривітер степовий                 | Lesser kestrel    | Falco naumanni    | Fleischer, 1818 | LC          | рідкісний мігрант                   |            |
| Боривітер звичайний                | Common kestrel    | Falco tinnunculus | Linnaeus, 1758  | LC          | досить поширений                    |            |
| Боривітер американський            | American kestrel  | Falco sparverius  | Linnaeus, 1758  | LC          | рідкісний залітний                  |            |
| Кібчик                             | Red-footed falcon | Falco vespertinus | Linnaeus, 1766  | VU          | рідкісний залітний                  |            |
| Кібчик амурський                   | Amur falcon       | Falco amurensis   | Radde, 1863     | LC          | рідкісний залітний                  |            |
| Підсоколик Елеонори                | Eleonora's falcon | Falco eleonorae   | Gene, 1839      | LC          | рідкісний залітний                  |            |
| Підсоколик малий                   | Merlin            | Falco columbarius | Linnaeus, 1758  | LC          | поширений                           |            |
| Підсоколик великий                 | Eurasian hobby    | Falco subbuteo    | Linnaeus, 1758  | LC          | досить поширений в Англії та Уельсі |            |
| Кречет                             | Gyrfalcon         | Falco rusticolus  | Linnaeus, 1758  | LC          | рідкісний                           |            |
| Сапсан                             | Peregrine falcon  | Falco peregrinus  | Tunstall, 1771  | LC          | досить поширений                    |            |

## Ряд Папугоподібні (Psittaciformes)

### Родина Папугові (Psittaculidae)
| Українська назва                    | Англійська назва     | Латинська назва    | Автор таксона   | Статус МСОП | Поширення у Великій Британії                    | Зображення |
| Ряд: Папугоподібні (Psittaciformes) |                      |                    |                 |             |                                                 |            |
| Родина: Папугові (Psittaculidae)    |                      |                    |                 |             |                                                 |            |
| Папуга Крамера                      | Rose-ringed parakeet | Psittacula krameri | (Scopoli, 1769) | LC          | інтродукований, популяція налічує 30 тис птахів |            |

## Ряд Горобцеподібні (Passeriformes)
Переважно дрібні і середньої величини птахи, що значно різняться за зовнішнім виглядом, способом життя, умовами проживання і способами добування їжі. Поширені по всьому світу. Відомо близько 5400 видів, з них на території Великої Британії зафіксовано 273 видів.

### Родина Тиранові (Tyrannidae)
Родина поширена в Америці. У Британії трапляються лише рідкісні залітні птахи.
| Українська назва                    | Англійська назва          | Латинська назва        | Автор таксона                 | Статус МСОП | Поширення у Великій Британії                                        | Зображення |
| Ряд: Горобцеподібні (Passeriformes) |                           |                        |                               |             |                                                                     |            |
| Родина: Тиранові (Tyrannidae)       |                           |                        |                               |             |                                                                     |            |
| Феб буроспинний                     | Eastern phoebe            | Sayornis phoebe        | (Latham, 1790)                | LC          | рідкісний бродяга                                                   |            |
| Піві-малюк жовточеревий             | Yellow-bellied flycatcher | Empidonax flaviventris | (Baird, WM & Baird, SF, 1843) | LC          | рідкісний залітний, єдине спостереження у 2020                      |            |
| Піві-малюк оливковий                | Acadian flycatcher        | Empidonax virescens    | (Vieillot, 1818)              | LC          | рідкісний залітний, єдине спостереження у 2015 році в графстві Кент |            |
| Піві-малюк вільховий                | Alder flycatcher          | Empidonax alnorum      | (Brewster, 1895)              | LC          | рідкісний залітний                                                  |            |
| Тиран королівський                  | Eastern kingbird          | Tyrannus tyrannus      | (Linnaeus, 1758)              | LC          | рідкісний залітний, єдине спостереження у 2016 році у Шотландії     |            |

### Родина Сорокопудові (Laniidae)
| Українська назва                    | Англійська назва   | Латинська назва       | Автор таксона              | Статус МСОП | Поширення у Великій Британії                                             | Зображення |
| Ряд: Горобцеподібні (Passeriformes) |                    |                       |                            |             |                                                                          |            |
| Родина: Сорокопудові (Laniidae)     |                    |                       |                            |             |                                                                          |            |
| Сорокопуд сибірський                | Brown shrike       | Lanius cristatus      | Linnaeus, 1758             | LC          | рідкісний залітний                                                       |            |
| Сорокопуд терновий                  | Red-backed shrike  | Lanius collurio       | Linnaeus, 1758             | LC          | переважно залітний, відомі нечисленні гніздування                        |            |
| Сорокопуд рудохвостий               | Isabelline shrike  | Lanius isabellinus    | Hemprich & Ehrenberg, 1833 | LC          | рідкісний залітний                                                       |            |
| Сорокопуд горихвістковий            | Red-tailed shrike  | Lanius phoenicuroides | Schalow, 1875              | LC          | рідкісний залітний                                                       |            |
| Сорокопуд довгохвостий              | Long-tailed shrike | Lanius schach         | Linnaeus, 1758             | LC          | рідкісний залітний, двічі спостерігався у 2000 році на острові Саут-Віст |            |
| Сорокопуд чорнолобий                | Lesser grey shrike | Lanius minor          | Gmelin, 1788               | LC          | рідкісний залітний з Європи                                              |            |
| Сорокопуд сірий                     | Great grey shrike  | Lanius excubitor      | Linnaeus, 1758             | LC          | бродяжні птахи під час зимових міграцій                                  |            |
| Сорокопуд червоноголовий            | Woodchat shrike    | Lanius senator        | Linnaeus, 1758             | LC          | рідкісний залітний                                                       |            |
| Сорокопуд білолобий                 | Masked shrike      | Lanius nubicus        | Lichtenstein, MHC, 1823    | LC          | рідкісний залітний, спостерігався тричі                                  |            |

### Родина Віреонові (Vireonidae)
| Українська назва                    | Англійська назва      | Латинська назва      | Автор таксона    | Статус МСОП | Поширення у Великій Британії                                                      | Зображення |
| Ряд: Горобцеподібні (Passeriformes) |                       |                      |                  |             |                                                                                   |            |
| Родина: Віреонові (Vireonidae)      |                       |                      |                  |             |                                                                                   |            |
| Віреон жовтогорлий                  | Yellow-throated vireo | Vireo flavifrons     | (Vieillot, 1808) | LC          | рідкісний залітний, єдине спостереження у 1990 році в долині Кеніджек у Корнуоллі |            |
| Віреон цитриновий                   | Philadelphia vireo    | Vireo philadelphicus | (Cassin, 1851)   | LC          | рідкісний залітний                                                                |            |
| Віреон червоноокий                  | Red-eyed vireo        | Vireo olivaceus      | (Linnaeus, 1766) | LC          | рідкісний залітний                                                                |            |

### Родина Вивільгові (Oriolidae)
| Українська назва                    | Англійська назва       | Латинська назва | Автор таксона  | Статус МСОП | Поширення у Великій Британії | Зображення |
| Ряд: Горобцеподібні (Passeriformes) |                        |                 |                |             | |            |
| Родина: Вивільгові (Oriolidae)      |                        |                 |                |             | |            |
| Вивільга звичайна                   | Eurasian golden oriole | Oriolus oriolus | Linnaeus, 1758 | LC          | регулярно реєструють як літніх мігрантів у Великій Британії та зустрічаються в невеликій кількості на південному узбережжі Англії та в Східній Англії. В середньому у Великій Британії щорічно реєструють близько 85 птахів. |            |

### Родина Воронові (Corvidae)
| Українська назва                    | Англійська назва | Латинська назва         | Автор таксона    | Статус МСОП | Поширення у Великій Британії                                                   | Зображення |
| Ряд: Горобцеподібні (Passeriformes) |                  |                         |                  |             |                                                                                |            |
| Родина: Воронові (Corvidae)         |                  |                         |                  |             |                                                                                |            |
| Сойка                               | Jay              | Garrulus glandarius     | Linnaeus, 1758   | LC          | досить поширений                                                               |            |
| Сорока звичайна                     | Magpie           | Pica pica               | Linnaeus, 1758   | LC          | досить поширений                                                               |            |
| Горіхівка                           | Nutcracker       | Nucifraga caryocatactes | Linnaeus, 1758   | LC          | спорадично залітні птахи                                                       |            |
| Галка червонодзьоба                 | Chough           | Pyrrhocorax pyrrhocorax | Linnaeus, 1758   | LC          | гніздиться на заході Великої Британії та на острові Мен                        |            |
| Галка                               | Jackdaw          | Corvus monedula         | Linnaeus, 1758   | LC          | досить поширений                                                               |            |
| Грак                                | Rook             | Corvus frugilegus       | Linnaeus, 1758   | LC          | поширений осілий птах                                                          |            |
| Ворона чорна                        | Carrion crow     | Corvus corone           | Linnaeus, 1758   | LC          | осілий гніздовий птах                                                          |            |
| Ворона сіра                         | Hooded crow      | Corvus cornix           | (Linnaeus, 1758) | LC          | регулярно розмножується в Шотландії, на острові Мен і на Шотландських островах |            |
| Крук                                | Raven            | Corvus corax            | Linnaeus, 1758   | LC          | досить поширений                                                               |            |

### Родина Омелюхові (Bombycillidae)
| Українська назва                    | Англійська назва | Латинська назва     | Автор таксона  | Статус МСОП | Поширення у Великій Британії                   | Зображення |
| Ряд: Горобцеподібні (Passeriformes) |                  |                     |                |             |                                                |            |
| Родина: Омелюхові (Bombycillidae)   |                  |                     |                |             |                                                |            |
| Омелюх звичайний                    | Bohemian waxwing | Bombycilla garrulus | Linnaeus, 1758 | LC          | деякі нечисленні птахи зимують на сході країни |            |
| Омелюх американський                | Cedar waxwing    | Bombycilla cedrorum | Vieillot, 1808 | LC          | рідкісний залітний, спостерігався двічі        |            |

### Родина Синицеві (Paridae)
| Українська назва                    | Англійська назва | Латинська назва       | Автор таксона     | Статус МСОП | Поширення у Великій Британії | Зображення |
| Ряд: Горобцеподібні (Passeriformes) |                  |                       |                   |             | |            |
| Родина: Синицеві (Paridae)          |                  |                       |                   |             | |            |
| Синиця чорна                        | Coal tit         | Parus ater            | Linnaeus, 1758    | LC          | досить поширений по всій країні |            |
| Синиця чубата                       | Crested tit      | Lophophanes cristatus | Linnaeus, 1758    | LC          | У Великій Британії гніздовий ареал здебільшого обмежений стародавніми сосновими лісами Інвернесса та Стратспея в Шотландії, і рідко відходить далеко від своїх місць. В Англії було помічено кілька бродячих синиць. |            |
| Гаїчка болотяна                     | Marsh tit        | Poecile palustris     | Linnaeus, 1758    | LC          | досить поширений, крім північних регіонів |            |
| Гаїчка-пухляк                       | Willow tit       | Poecile montanus      | Baldenstein, 1827 | LC          | досить поширений, крім північних регіонів |            |
| Синиця блакитна                     | Blue tit         | Parus caeruleus       | Linnaeus, 1758    | LC          | широко поширений на всій країні |            |
| Синиця велика                       | Great tit        | Parus major           | Linnaeus, 1758    | LC          | широко поширений на всій країні |            |

### Родина Ремезові (Remizidae)
| Українська назва                    | Англійська назва | Латинська назва  | Автор таксона  | Статус МСОП | Поширення у Великій Британії | Зображення |
| Ряд: Горобцеподібні (Passeriformes) |                  |                  |                |             |                              |            |
| Родина: Ремезові (Remizidae)        |                  |                  |                |             |                              |            |
| Ремез                               | Penduline tit    | Remiz pendulinus | Linnaeus, 1758 | LC          | рідкісний залітний           |            |

### Родина Вусаті синиці (Panuridae)
| Українська назва                    | Англійська назва | Латинська назва   | Автор таксона  | Статус МСОП | Поширення у Великій Британії | Зображення |
| Ряд: Горобцеподібні (Passeriformes) |                  |                   |                |             | |            |
| Родина: Вусаті синиці (Panuridae)   |                  |                   |                |             | |            |
| Синиця вусата                       | Bearded reedling | Panurus biarmicus | Linnaeus, 1758 | LC          | англійська популяція, що налічує близько 500 пар, в основному обмежена півднем і сходом з невеликою популяцією в Лейтон-Мосс на півночі Ланкаширу. Найбільшу популяцію у Великій Британії можна знайти в очеретяних заростях у гирлі річки Тей у Перті та Кінросі (Шотландія), де може бути понад 250 пар. |            |

### Родина Жайворонкові (Alaudidae)
| Українська назва                    | Англійська назва              | Латинська назва            | Автор таксона    | Статус МСОП | Поширення у Великій Британії                                                            | Зображення |
| Ряд: Горобцеподібні (Passeriformes) |                               |                            |                  |             |                                                                                         |            |
| Родина: Жайворонкові (Alaudidae)    |                               |                            |                  |             |                                                                                         |            |
| Жайворонок лісовий                  | Woodlark                      | Lullula arborea            | Linnaeus, 1758   | LC          | розмножується на півдні Англії, раніше траплявся в Уельсі та центральних районах Англії |            |
| Жайворонок білокрилий               | White-winged lark             | Melanocorypha leucoptera   | Pallas, 1811     | LC          | рідкісний залітний                                                                      |            |
| Жайворонок польовий                 | Skylark                       | Alauda arvensis            | Linnaeus, 1758   | LC          | поширений по всій країні                                                                |            |
| Посмітюха                           | Crested lark                  | Galerida cristata          | Linnaeus, 1758   | LC          | рідкісний мігрант                                                                       |            |
| Жайворонок рогатий                  | Shore lark                    | Eremophila alpestris       | Linnaeus, 1758   | LC          | інколи на зимівлі                                                                       |            |
| Жайворонок малий                    | Short-toed lark               | Calandrella brachydactyla  | Leisler, 1814    | LC          | залітний                                                                                |            |
| Жайворонок двоплямистий             | Bimaculated lark              | Melanocorypha bimaculata   | Menetries, 1832  | LC          | рідкісний залітний                                                                      |            |
| Жайворонок степовий                 | Calandra lark                 | Melanocorypha calandra     | Linnaeus, 1766   | LC          | рідкісний залітний                                                                      |            |
| Жайворонок степовий                 | Black lark                    | Melanocorypha yeltoniensis | (Forster, 1768)  | LC          | рідкісний залітний, спостерігався двічі (1984, 2003)                                    |            |
| Жайворонок сірий                    | Mediterranean short-toed lark | Calandrella rufescens      | (Vieillot, 1820) | LC          | рідкісний залітний                                                                      |            |

### Родина Ластівкові (Hirundinidae)
| Українська назва                    | Англійська назва       | Латинська назва          | Автор таксона    | Статус МСОП | Поширення у Великій Британії | Зображення |
| Ряд: Горобцеподібні (Passeriformes) |                        |                          |                  |             | |            |
| Родина: Ластівкові (Hirundinidae)   |                        |                          |                  |             | |            |
| Ластівка берегова                   | Sand martin            | Riparia riparia          | Linnaeus, 1758   | LC          | повсюдно, перелітний |            |
| Білозорка річкова                   | Tree swallow           | Tachycineta bicolor      | (Vieillot, 1808) | LC          | рідкісний залітний |            |
| Білозорка річкова                   | Purple martin          | Progne subis             | (Vieillot, 1808) | LC          | рідкісний залітний, цей вид був зареєстрований щонайменше шість разів на Британських островах у 1800-х роках, а також є новіші записи з Шотландії у 2004 році |            |
| Білозорка річкова                   | Crag martin            | Ptyonoprogne rupestris   | (Scopoli, 1769)  | LC          | рідкісний залітний, спостерігався 12 разів |            |
| Ластівка сільська                   | Swallow                | Hirundo rustica          | Linnaeus, 1758   | LC          | повсюдно |            |
| Ластівка міська                     | House martin           | Delichon urbicum         | Linnaeus, 1758   | LC          | повсюдно |            |
| Ластівка даурська                   | Red-rumped swallow     | Cecropis daurica         | Linnaeus, 1771   | LC          | залітний |            |
| Ясківка білолоба                    | American cliff swallow | Petrochelidon pyrrhonota | Vieillot, 1817   | LC          | рідкісний залітний |            |

### Родина Cettiidae
| Українська назва                    | Англійська назва | Латинська назва | Автор таксона    | Статус МСОП | Поширення у Великій Британії                                                                                          | Зображення |
| Ряд: Горобцеподібні (Passeriformes) |                  |                 |                  |             | |            |
| Родина: Cettiidae                   |                  |                 |                  |             | |            |
| Очеретянка середземноморська        | Cetti's warbler  | Cettia cetti    | (Temminck, 1820) | LC          | вперше зареєстрований у Великій Британії у 1961 році, з того часу досить поширився і став гніздитися на півдні країни |            |

### Родина Довгохвостосиницеві (Aegithalidae)
| Українська назва                           | Англійська назва | Латинська назва     | Автор таксона  | Статус МСОП | Поширення у Великій Британії                                           | Зображення |
| Ряд: Горобцеподібні (Passeriformes)        |                  |                     |                |             |                                                                        |            |
| Родина: Довгохвостосиницеві (Aegithalidae) |                  |                     |                |             |                                                                        |            |
| Синиця довгохвоста                         | Long-tailed tit  | Aegithalos caudatus | Linnaeus, 1758 | LC          | досить поширений по всій країні підвид A. c. rosacaeus (Mathews, 1938) |            |

### Родина Вівчарикові (Phylloscopidae)
| Українська назва                     | Англійська назва          | Латинська назва            | Автор таксона      | Статус МСОП | Поширення у Великій Британії | Зображення |
| Ряд: Горобцеподібні (Passeriformes)  |                           |                            |                    |             | |            |
| Родина: Вівчарикові (Phylloscopidae) |                           |                            |                    |             | |            |
| Вівчарик жовтобровий                 | Wood warbler              | Phylloscopus sibilatrix    | Bechstein, 1793    | LC          | поширений перелітний гніздовий птах |            |
| Вівчарик світлочеревий               | Western Bonelli's warbler | Phylloscopus bonelli       | (Vieillot, 1819)   | LC          | залітний з Південної Європи |            |
| Вівчарик золотогузий                 | Eastern Bonelli's warbler | Phylloscopus orientalis    | (Brehm, 1855)      | LC          | залітний з Південної Європи |            |
| Вівчарик алтайський                  | Hume's warbler            | Phylloscopus humei         |                    | LC          | Залітний з Сибіру |            |
| Вівчарик лісовий                     | Yellow-browed warbler     | Phylloscopus inornatus     | Blyth, 1842        | LC          | залітний, фіксується до сотні птахів щороку |            |
| Вівчарик золотомушковий              | Pallas's warbler          | Phylloscopus proregulus    | (Pallas, 1811)     | LC          | залітний з Сибіру; першого птаха у Великій Британії застрелили в 1896 році, хоча другу було знайдено лише в 1951 році. Після цього цей вид ставав поширенішим, переставши бути національною рідкістю наприкінці 1990 року. У 2003 році, наприклад, у Великій Британії було зареєстровано 313 особин |            |
| Вівчарик товстодзьобий               | Radde's warbler           | Phylloscopus schwarzi      | (Radde, 1863)      | LC          | залітний з Азії, у 2008 році зареєстрований у Північній Ірландії |            |
| Вівчарик бурий                       | Dusky warbler             | Phylloscopus fuscatus      | Blyth, 1842        | LC          | залітний |            |
| Вівчарик весняний                    | Willow warbler            | Phylloscopus trochilus     | Linnaeus, 1758     | LC          | поширений перелітний гніздовий птах |            |
| Вівчарик-ковалик                     | Chiffchaff                | Phylloscopus collybita     | (Vieillot, 1817)   | LC          | поширений перелітний гніздовий птах, інколи зимує на півдні країни |            |
| Вівчарик іберійський                 | Iberian chiffchaff        | Phylloscopus ibericus      | (Vieillot, 1817)   | LC          | рідкісний залітний з Південної Європи |            |
| Вівчарик оливковий                   | Eastern crowned warbler   | Phylloscopus coronatus     | (Vieillot, 1817)   | LC          | рідкісний залітний, єдине спостереження у 2009 році у графстві Дарем |            |
| Вівчарик жовточеревий                | Green warbler             | Phylloscopus nitidus       | (Blyth, 1843)      | LC          | рідкісний залітний |            |
| Вівчарик амурський                   | Two-barred warbler        | Phylloscopus plumbeitarsus | (R. Swinhoe, 1861) | LC          | рідкісний залітний |            |
| Вівчарик зелений                     | Greenish warbler          | Phylloscopus trochiloides  | Sundevall, 1837    | LC          | регулярний мігрант |            |
| Вівчарик світлоногий                 | Pale-legged leaf warbler  | Phylloscopus tenellipes    | R. Swinhoe, 1860   | LC          | рідкісний мігрант |            |
| Вівчарик шелюговий                   | Arctic warbler            | Phylloscopus borealis      | Blasius, 1858      | LC          | залітний з Сибіру, У період з 1958 по 2001 рік було підтверджено 225 випадків спостереження |            |

### Родина Очеретянкові (Acrocephalidae)
| Українська назва                      | Англійська назва           | Латинська назва            | Автор таксона      | Статус МСОП | Поширення у Великій Британії                                          | Зображення |
| Ряд: Горобцеподібні (Passeriformes)   |                            |                            |                    |             |                                                                       |            |
| Родина: Очеретянкові (Acrocephalidae) |                            |                            |                    |             |                                                                       |            |
| Очеретянка велика                     | Great reed warbler         | Acrocephalus arundinaceus  | Linnaeus, 1758     | LC          | не розмножується у Великій Британії, але є нерегулярним гостем        |            |
| Очеретянка прудка                     | Aquatic warbler            | Acrocephalus paludicola    | Vieillot, 1817     | VU          | трапляється під час сезонних міграцій                                 |            |
| Очеретянка лучна                      | Sedge warbler              | Acrocephalus schoenobaenus | Linnaeus, 1758     | LC          | поширений по всій країні                                              |            |
| Очеретянка індійська                  | Paddyfield warbler         | Acrocephalus agricola      | Jerdon, 1845       | LC          | рідкісний залітний                                                    |            |
| Очеретянка садова                     | Blyth's reed warbler       | Acrocephalus dumetorum     | Blyth, 1849        | LC          | рідкісний мігрант                                                     |            |
| Очеретянка ставкова                   | Reed warbler               | Acrocephalus scirpaceus    | Hermann, 1804      | LC          | досить поширений, крім північних регіонів                             |            |
| Очеретянка чагарникова                | Marsh warbler              | Acrocephalus palustris     | Linnaeus, 1758     | LC          |                                                                       |            |
| Очеретянка товстодзьоба               | Thick-billed warbler       | Acrocephalus aedon         | (Pallas, 1776)     | LC          | рідкісний залітний                                                    |            |
| Берестянка мала                       | Booted warbler             | Hippolais caligata         | Lichtenstein, 1823 | LC          | рідкісний залітний                                                    |            |
| Берестянка південна                   | Sykes's warbler            | Iduna rama                 | (Sykes, 1832)      | LC          | рідкісний залітний                                                    |            |
| Берестянка бліда                      | Eastern olivaceous warbler | Hippolais pallida          | Ehrenberg, 1833    | LC          | рідкісний залітний                                                    |            |
| Берестянка оливкова                   | Olive-tree warbler         | Hippolais olivetorum       | Strickland, 1837   | LC          | рідкісний залітний                                                    |            |
| Берестянка багатоголоса               | Melodious warbler          | Hippolais polyglotta       | (Vieillot, 1817)   | LC          |                                                                       |            |
| Берестянка звичайна                   | Icterine warbler           | Hippolais icterina         | Vieillot, 1817     | LC          | трапляється на міграції, зафіксовані рідкісні гніздування у Шотландії |            |

### Родина Кобилочкові (Locustellidae)
| Українська назва                    | Англійська назва             | Латинська назва         | Автор таксона  | Статус МСОП | Поширення у Великій Британії                                                                                   | Зображення |
| Ряд: Горобцеподібні (Passeriformes) |                              |                         |                |             | |            |
| Родина: Кобилочкові (Locustellidae) |                              |                         |                |             | |            |
| Кобилочка співоча                   | Pallas's grasshopper warbler | Helopsaltes certhiola   | (Pallas, 1811) | LC          | рідкісний залітний                                                                                             |            |
| Кобилочка плямиста                  | Lanceolated warbler          | Locustella lanceolata   | Temminck, 1840 | LC          | залітний |            |
| Кобилочка річкова                   | River warbler                | Locustella fluviatilis  | Wolf, 1810     | LC          | залітний |            |
| Кобилочка-цвіркун                   | Grasshopper warbler          | Locustella naevia       | Boddaert, 1783 | LC          | поширений перелітний гніздовий птах                                                                            |            |
| Кобилочка солов'їна                 | Savi's warbler               | Locustella luscinioides | Savi, 1824     | LC          | відомий як випадковий гість у Великій Британії, але щороку реєструється декілька гніздових пар на сході Англії |            |

### Родина Тамікові (Cisticolidae)
| Українська назва                    | Англійська назва   | Латинська назва    | Автор таксона      | Статус МСОП | Поширення у Великій Британії | Зображення |
| Ряд: Горобцеподібні (Passeriformes) |                    |                    |                    |             |                              |            |
| Родина: Тамікові (Cisticolidae)     |                    |                    |                    |             |                              |            |
| Таміка віялохвоста                  | Fan-tailed warbler | Cisticola juncidis | (Rafinesque, 1810) | LC          | рідкісний залітний           |            |

### Родина Кропив'янкові (Sylviidae)
| Українська назва                    | Англійська назва            | Латинська назва      | Автор таксона              | Статус МСОП | Поширення у Великій Британії                                                                                  | Зображення |
| Ряд: Горобцеподібні (Passeriformes) |                             |                      |                            |             | |            |
| Родина: Кропив'янкові (Sylviidae)   |                             |                      |                            |             | |            |
| Кропив'янка чорноголова             | Blackcap                    | Sylvia atricapilla   | Linnaeus, 1758             | LC          | звичайний гніздовий птах, у багатьох садах та парках залишається на зимівлю, туди ж прилітають птахи з Європи |            |
| Кропив'янка садова                  | Garden warbler              | Sylvia borin         | Boddaert, 1783             | LC          | поширений перелітний гніздовий птах                                                                           |            |
| Кропив'янка рябогруда               | Barred warbler              | Sylvia nisoria       | Bechstein, 1795            | LC          | регулярний сезонний мігрант                                                                                   |            |
| Кропив'янка прудка                  | Lesser whitethroat          | Sylvia curruca       | Linnaeus, 1758             | LC          | поширений перелітний гніздовий птах                                                                           |            |
| Кропив'янка співоча                 | Western Orphean warbler     | Sylvia hortensis     | (Gmelin, 1789)             | LC          | рідкісний бродяга                                                                                             |            |
| Кропив'янка товстодзьоба            | Eastern Orphean warbler     | Sylvia crassirostris | Cretzschmar, 1830          | LC          | рідкісний бродяга                                                                                             |            |
| Кропив'янка пустельна               | Asian desert warbler        | Sylvia nana          | Hemprich & Ehrenberg, 1833 | LC          | рідкісний бродяга                                                                                             |            |
| Кропив'янка Рюпеля                  | Rüppell's warbler           | Sylvia ruppeli       | Temminck, 1823             | LC          | рідкісний бродяга                                                                                             |            |
| Кропив'янка середземноморська       | Sardinian warbler           | Sylvia melanocephala | (Gmelin, 1789              | LC          | рідкісний бродяга                                                                                             |            |
| Кропив'янка берберійська            | Western subalpine warbler   | Sylvia iberiae       | (Svensson, 2013)           | LC          | рідкісний бродяга                                                                                             |            |
| Кропив'янка південноєвропейська     | Moltoni's subalpine warbler | Sylvia subalpina     | (Temminck, 1820)           | LC          | рідкісний бродяга                                                                                             |            |
| Кропив'янка червоновола             | Eastern subalpine warbler   | Sylvia cantillans    | Pallas, 1764               | LC          | Залітний |            |
| Кропив'янка сіра                    | Whitethroat                 | Sylvia communis      | Latham, 1787               | LC          | поширений перелітний гніздовий птах                                                                           |            |
| Кропив'янка піренейська             | Spectacled warbler          | Sylvia conspicillata | (Temminck, 1820)           | LC          | рідкісний бродяга                                                                                             |            |
| Кропив'янка сардинська              | Marmora's warbler           | Sylvia sarda         | (Temminck, 1820)           | LC          | рідкісний бродяга                                                                                             |            |
| Кропив'янка прованська              | Dartford warbler            | Sylvia undata        | (Boddaert, 1783)           | LC          | гніздиться на півдні Англії та півдні Уельсу                                                                  |            |

### Родина Золотомушкові (Regulidae)
| Українська назва                    | Англійська назва     | Латинська назва      | Автор таксона  | Статус МСОП | Поширення у Великій Британії                                            | Зображення |
| Ряд: Горобцеподібні (Passeriformes) |                      |                      |                |             |                                                                         |            |
| Родина: Золотомушкові (Regulidae)   |                      |                      |                |             |                                                                         |            |
| Золотомушка рубіновочуба            | Ruby-crowned kinglet | Corthylio calendula  | Linnaeus, 1766 | LC          | єдине спостереження у 2020 році                                         |            |
| Золотомушка жовточуба               | Goldcrest            | Regulus regulus      | Linnaeus, 1758 | LC          | поширений осілий птах                                                   |            |
| Золотомушка червоночуба             | Firecrest            | Regulus ignicapillus | Temminck, 1820 | LC          | осілий на півдні Англії, деякф птах з Європи зимують в Англії та Уельсі |            |

### Родина Воловоочкові (Troglodytidae)
| Українська назва                     | Англійська назва | Латинська назва         | Автор таксона  | Статус МСОП | Поширення у Великій Британії                                                    | Зображення |
| Ряд: Горобцеподібні (Passeriformes)  |                  |                         |                |             |                                                                                 |            |
| Родина: Воловоочкові (Troglodytidae) |                  |                         |                |             |                                                                                 |            |
| Волове очко                          | Wren             | Troglodytes troglodytes | Linnaeus, 1758 | LC          | повсюдно, при чому на різних північних островах існує чотири ендемічних підвиди |            |

### Родина Повзикові (Sittidae)
| Українська назва                    | Англійська назва      | Латинська назва  | Автор таксона  | Статус МСОП | Поширення у Великій Британії                               | Зображення |
| Ряд: Горобцеподібні (Passeriformes) |                       |                  |                |             |                                                            |            |
| Родина: Повзикові (Sittidae)        |                       |                  |                |             |                                                            |            |
| Повзик канадський                   | Red-breasted nuthatch | Sitta canadensis | Linnaeus, 1766 | LC          | один птах успішно перезимував у східній Англії у 2009 році |            |
| Повзик звичайний                    | Nuthatch              | Sitta europaea   | Linnaeus, 1758 | LC          | поширений в Англії та Уельсі                               |            |

### Родина Стінолазові (Tichodromidae)
| Українська назва                    | Англійська назва | Латинська назва    | Автор таксона  | Статус МСОП | Поширення у Великій Британії | Зображення |
| Ряд: Горобцеподібні (Passeriformes) |                  |                    |                |             |                              |            |
| Родина: Стінолазові (Tichodromidae) |                  |                    |                |             |                              |            |
| Стінолаз                            | Wallcreeper      | Tichodroma muraria | Linnaeus, 1766 | LC          | зрідка зимує                 |            |

### Родина Підкоришникові (Certhiidae)
| Українська назва                    | Англійська назва       | Латинська назва       | Автор таксона  | Статус МСОП | Поширення у Великій Британії    | Зображення |
| Ряд: Горобцеподібні (Passeriformes) |                        |                       |                |             |                                 |            |
| Родина: Підкоришникові (Certhiidae) |                        |                       |                |             |                                 |            |
| Підкоришник звичайний               | Treecreeper            | Certhia familiaris    | Linnaeus, 1758 | LC          | досить поширений по всій країні |            |
| Підкоришник короткопалий            | Short-toed treecreeper | Certhia brachydactyla | Brehm, 1820    | LC          | рідкісний бродяга               |            |

### Родина Пересмішникові (Mimidae)
| Українська назва                    | Англійська назва     | Латинська назва        | Автор таксона  | Статус МСОП | Поширення у Великій Британії                              | Зображення |
| Ряд: Горобцеподібні (Passeriformes) |                      |                        |                |             |                                                           |            |
| Родина: Пересмішникові (Mimidae)    |                      |                        |                |             |                                                           |            |
| Пересмішник сірий                   | Grey catbird         | Dumetella carolinensis | Linnaeus, 1766 | LC          | рідкісний залітний, спостерігався двічі                   |            |
| Пересмішник багатоголосий           | Northern mockingbird | Mimus polyglottos      | Linnaeus, 1758 | LC          | рідкісний бродяга                                         |            |
| Пересмішник багатоголосий           | Brown thrasher       | Toxostoma rufum        | Linnaeus, 1758 | LC          | рідкісний бродяга, відоме єдине спостереження у 2012 році |            |

### Родина Шпакові (Sturnidae)
| Українська назва                    | Англійська назва       | Латинська назва  | Автор таксона  | Статус МСОП | Поширення у Великій Британії | Зображення |
| Ряд: Горобцеподібні (Passeriformes) |                        |                  |                |             |                              |            |
| Родина: Шпакові (Sturnidae)         |                        |                  |                |             |                              |            |
| Шпак рожевий                        | Rose-coloured starling | Sturnus roseus   | Linnaeus, 1758 | LC          | залітний                     |            |
| Шпак звичайний                      | Starling               | Sturnus vulgaris | Linnaeus, 1758 | LC          | досить поширений осілий птах |            |

### Родина Дроздові (Turdidae)
| Українська назва                    | Англійська назва      | Латинська назва      | Автор таксона      | Статус МСОП | Поширення у Великій Британії                                             | Зображення |
| Ряд: Горобцеподібні (Passeriformes) |                       |                      |                    |             |                                                                          |            |
| Родина: Дроздові (Turdidae)         |                       |                      |                    |             |                                                                          |            |
| Квічаль рудобровий                  | Varied thrush         | Ixoreus naevius      | (Gmelin, JF, 1789) | LC          | рідкісний бродяга, підтверджено спостерігався двічі (1982 та 2021 роки)  |            |
| Дрізд лісовий                       | Wood thrush           | Hylocichla mustelina | (Gmelin, JF, 1789) | LC          | рідкісний бродяга, єдине спостереження у 1987 році на острові Сент-Агнес |            |
| Дрізд-короткодзьоб Свенсона         | Swainson's thrush     | Catharus ustulatus   | Nuttall, 1840      | LC          | рідкісний залітний з Америки                                             |            |
| Дрізд-короткодзьоб плямистоволий    | Hermit thrush         | Catharus guttatus    | (Pallas, 1811)     | LC          | рідкісний залітний з Америки                                             |            |
| Дрізд-короткодзьоб малий            | Grey-cheeked thrush   | Catharus minimus     | Lafresnaye, 1848   | LC          | рідкісний залітний з Америки                                             |            |
| Дрізд-короткодзьоб бурий            | Veery                 | Catharus fuscescens  | (Stephens, 1817)   | LC          | рідкісний залітний з Америки                                             |            |
| Квічаль тайговий                    | White's thrush        | Zoothera dauma       | (Holandre, 1825)   | LC          | рідкісний залітний з Сибіру                                              |            |
| Квічаль сибірський                  | Siberian thrush       | Geokichla sibirica   | (Pallas, 1776)     | LC          | рідкісний залітний                                                       |            |
| Дрізд співочий                      | Song thrush           | Turdus philomelos    | Brehm, 1831        | LC          | повсюдно, в Шотландії лише влітку                                        |            |
| Дрізд-омелюх                        | Mistle thrush         | Turdus viscivorus    | Linnaeus, 1758     | LC          | досить поширений осілий птах                                             |            |
| Дрізд білобровий                    | Redwing               | Turdus iliacus       | Linnaeus, 1766     | NT          | гніздиться на півночі Шотландії, зимує в Англії та Уельсі                |            |
| Дрізд чорний                        | Blackbird             | Turdus merula        | Linnaeus, 1758     | LC          | поширений осілий птах                                                    |            |
| Дрізд вузькобровий                  | Eyebrowed thrush      | Turdus obscurus      | Gmelin, 1789       | LC          | залітний з Сибіру                                                        |            |
| Чикотень                            | Fieldfare             | Turdus pilaris       | Linnaeus, 1758     | LC          | звичайний на зимівлі, зафіксовано рідкісні гніздування                   |            |
| Дрізд гірський                      | Ring ouzel            | Turdus torquatus     | Linnaeus, 1758     | LC          | гніздиться у гірських районах по всій країні                             |            |
| Дрізд гірський                      | Black-throated thrush | Turdus atrogularis   | Jarocki, 1819      | LC          | рідкісний залітний                                                       |            |
| Дрізд рудоволий                     | Red-throated thrush   | Turdus ruficollis    | Pallas, 1776       | LC          | рідкісний залітний                                                       |            |
| Дрізд темний                        | Dusky thrush          | Turdus eunomus       | Temminck, 1831     | LC          | рідкісний залітний                                                       |            |
| Дрізд Наумана                       | Naumann's thrush      | Turdus naumanni      | Temminck, 1820     | LC          | рідкісний залітний                                                       |            |
| Дрізд мандрівний                    | American robin        | Turdus migratorius   | Brehm, 1831        | LC          | залітний з Америки, зафіксований понад 20 разів                          |            |

### Родина Мухоловкові (Muscicapidae)
| Українська назва                    | Англійська назва             | Латинська назва         | Автор таксона          | Статус МСОП | Поширення у Великій Британії | Зображення |
| Ряд: Горобцеподібні (Passeriformes) |                              |                         |                        |             | |            |
| Родина: Мухоловкові (Muscicapidae)  |                              |                         |                        |             | |            |
| Соловейко рудохвостий               | Rufous-tailed scrub robin    | Cercotrichas galactotes | Temminck, 1820         | LC          | залітний з Південної Європи |            |
| Мухоловка сіра                      | Spotted flycatcher           | Muscicapa striata       | Pallas, 1764           | LC          | досить поширений |            |
| Мухоловка бура                      | Asian brown flycatcher       | Muscicapa dauurica      | Pallas, 1811           | LC          | рідкісний залітний |            |
| Вільшанка                           | Robin                        | Erithacus rubecula      | Linnaeus, 1758         | LC          | осілий птах, незначна частина мігрує на зимівлю до Південної Європи, натомість до Британії прилітають скандинавські популяції |            |
| Соловейко синій                     | Siberian blue robin          | Larvivora cyanea        | (Pallas, 1776)         | LC          | рідкісний мігрант, спостерігався чотири рази у Великій Британії, один раз на Нормандських островах |            |
| Соловейко синій                     | Rufous-tailed robin          | Larvivora sibilans      | (R. Swinhoe, 1863)     | LC          | рідкісний мігрант, спостерігався три рази: у 2004 році на острові Фер-Айл, у 2011 та 2013 у Норфолку |            |
| Синьошийка                          | Bluethroat                   | Luscinia svecica        | Linnaeus, 1758         | LC          | залітний |            |
| Соловейко східний                   | Thrush nightingale           | Luscinia luscinia       | Linnaeus, 1758         | LC          | рідкісний мігрант |            |
| Соловейко західний                  | Nightingale                  | Luscinia megarhynchos   | Brehm, 1831            | LC          | гніздиться в Англії, популяція має тенденцію до зменшення |            |
| Соловейко білогорлий                | White-throated robin         | Irania gutturalis       | Guérin-Méneville, 1843 | LC          | рідкісний мігрант |            |
| Соловейко червоногорлий             | Siberian rubythroat          | Calliope calliope       | (Pallas, 1776)         | LC          | рідкісний мігрант |            |
| Синьохвіст тайговий                 | Red-flanked bluetail         | Tarsiger cyanurus       | Pallas, 1773           | LC          | рідкісний мігрант |            |
| Синьохвіст тайговий                 | Taiga flycatcher             | Ficedula albicilla      | (Pallas, 1811)         | LC          | рідкісний бродяга |            |
| Мухоловка мала                      | Red-breasted flycatcher      | Ficedula parva          | Bechstein, 1792        | LC          | трапляється під час міграцій |            |
| Мухоловка строката                  | Pied flycatcher              | Ficedula hypoleuca      | Pallas, 1764           | LC          | досить поширений |            |
| Мухоловка білошия                   | Collared flycatcher          | Ficedula albicollis     | Temminck, 1815         | LC          | рідкісний залітний |            |
| Горихвістка чорна                   | Black redstart               | Phoenicurus ochruros    | Gmelin, 1774           | LC          | У Великій Британії він найчастіше трапляється як прохідний і зимовий гість, лише 20–50 пар гніздяться. Під час прольоту досить поширений на східному та південному узбережжях, а взимку на узбережжі Уельсу та західної і південної Англії |            |
| Горихвістка звичайна                | Redstart                     | Phoenicurus phoenicurus | Linnaeus, 1758         | LC          | досить поширений перелітний гніздовий птах |            |
| Горихвістка алжирська               | Moussier's redstart          | Phoenicurus moussieri   | (Olphe-Galliard, 1852) | LC          | рідкісний бродяга |            |
| Скеляр строкатий                    | Rock thrush                  | Monticola saxatilis     | (Linnaeus, 1766)       | LC          | рідкісний залітний |            |
| Скеляр синій                        | Blue rock thrush             | Monticola solitarius    | (Linnaeus, 1758)       | LC          | рідкісний залітний |            |
| Трав'янка лучна                     | Whinchat                     | Saxicola rubetra        | Linnaeus, 1758         | LC          | досить поширений влітку |            |
| Трав'янка європейська               | Stonechat                    | Saxicola rubicola       | Linnaeus, 1766         | LC          | поширений осілий гніздовий птах |            |
| Трав'янка білошия                   | Siberian stonechat           | Saxicola maurus         | (Pallas, 1773)         | LC          | рідкісний залітний з Сибіру |            |
| Трав'янка східна                    | Stejneger's stonechat        | Saxicola stejnegeri     | (Parrot, 1908)         | LC          | рідкісний залітний з Сибіру |            |
| Кам'янка звичайна                   | Wheatear                     | Oenanthe oenanthe       | Linnaeus, 1758         | LC          | широко поширений |            |
| Кам'янка попеляста                  | Isabelline wheatear          | Oenanthe isabellina     | Temminck, 1829         | LC          | рідкісний залітний |            |
| Кам'янка пустельна                  | Desert wheatear              | Oenanthe deserti        | Temminck, 1825         | LC          | залітний |            |
| Кам'янка іспанська                  | Western black-eared wheatear | Oenanthe hispanica      | Linnaeus, 1758         | LC          | залітний |            |
| Кам'янка строката                   | Eastern black-eared wheatear | Oenanthe melanoleuca    | (Güldenstädt, 1775)    | LC          | рідкісний залітний |            |
| Кам'янка лиса                       | Pied wheatear                | Oenanthe pleschanka     | Lepechin, 1770         | LC          | рідкісний залітний |            |
| Кам'янка білоголова                 | White-crowned black wheatear | Oenanthe leucopyga      | (Brehm, 1855)          | LC          | рідкісний залітний |            |

### Родина Пронуркові (Cinclidae)
| Українська назва                    | Англійська назва | Латинська назва | Автор таксона  | Статус МСОП | Поширення у Великій Британії                                    | Зображення |
| Ряд: Горобцеподібні (Passeriformes) |                  |                 |                |             |                                                                 |            |
| Родина: Пронуркові (Cinclidae)      |                  |                 |                |             |                                                                 |            |
| Пронурок                            | Dipper           | Cinclus cinclus | Linnaeus, 1758 | LC          | осілий птах в Шотландії, Північній Ірландії, Уельсі та Корнуолі |            |

### Родина Горобцеві (Passeridae)
| Українська назва                    | Англійська назва | Латинська назва       | Автор таксона    | Статус МСОП | Поширення у Великій Британії               | Зображення |
| Ряд: Горобцеподібні (Passeriformes) |                  |                       |                  |             |                                            |            |
| Родина: Горобцеві (Passeridae)      |                  |                       |                  |             |                                            |            |
| Горобець скельний                   | Rock sparrow     | Petronia petronia     | Linnaeus, 1766   | LC          | єдине спостереження у 1981 році у Норфолку |            |
| Горобець польовий                   | Tree sparrow     | Passer montanus       | Linnaeus, 1758   | LC          | поширений осілий птах на більшій території |            |
| Горобець чорногрудий                | Spanish sparrow  | Passer hispaniolensis | (Temminck, 1820) | LC          | рідкісний залітний з Південної Європи      |            |
| Горобець хатній                     | House sparrow    | Passer domesticus     | Linnaeus, 1758   | LC          | широко поширений осілий птах               |            |

### Родина Тинівкові (Prunellidae)
| Українська назва                    | Англійська назва  | Латинська назва     | Автор таксона  | Статус МСОП | Поширення у Великій Британії | Зображення |
| Ряд: Горобцеподібні (Passeriformes) |                   |                     |                |             | |            |
| Родина: Тинівкові (Prunellidae)     |                   |                     |                |             | |            |
| Тинівка альпійська                  | Alpine accentor   | Prunella collaris   | Scopoli, 1769  | LC          | рідкісний залітний |            |
| Тинівка сибірська                   | Siberian accentor | Prunella montanella | Pallas, 1776   | LC          | рідкісний залітний, спостерігався лише у 2016 році під час безпрецедентної міграції виду в Європу, тоді у Британії зареєстровано 12 спостережень |            |
| Тинівка лісова                      | Dunnock           | Prunella modularis  | Linnaeus, 1758 | LC          | поширений осілий птах |            |

### Родина Плискові (Motacillidae)
| Українська назва                    | Англійська назва       | Латинська назва          | Автор таксона     | Статус МСОП | Поширення у Великій Британії                                               | Зображення |
| Ряд: Горобцеподібні (Passeriformes) |                        |                          |                   |             |                                                                            |            |
| Родина: Плискові (Motacillidae)     |                        |                          |                   |             |                                                                            |            |
| Плиска жовта                        | Yellow wagtail         | Motacilla flava          | Linnaeus, 1758    | LC          | поширений в Англії, Уельсі та на півдні Шотландії, осілий на півдні ареалу |            |
| Плиска аляскинська                  | Eastern yellow wagtail | Motacilla tschutschensis | JF Gmelin, 1789   | LC          | рідкісний залітний                                                         |            |
| Плиска жовтоголова                  | Citrine wagtail        | Motacilla citreola       | Pallas, 1776      | LC          | рідкісний залітний                                                         |            |
| Плиска гірська                      | Grey wagtail           | Motacilla cinerea        | Tunstall, 1771    | LC          | досить поширений                                                           |            |
| Плиска біла                         | Pied wagtail           | Motacilla alba           | Linnaeus, 1758    | LC          | повсюдно, на півдні країни осілий                                          |            |
| Щеврик азійський                    | Richard's pipit        | Anthus richardi          | Vieillot, 1818    | LC          | щорічно під час сезонних міграцій                                          |            |
| Щеврик забайкальський               | Blyth's pipit          | Anthus godlewskii        | Taczanowski, 1876 | LC          | рідкісний залітний                                                         |            |
| Щеврик польовий                     | Tawny pipit            | Anthus campestris        | Linnaeus, 1758    | LC          | залітний під час сезонних міграцій                                         |            |
| Щеврик лучний                       | Meadow pipit           | Anthus pratensis         | Linnaeus, 1758    | LC          | поширений осілий птах                                                      |            |
| Щеврик лісовий                      | Tree pipit             | Anthus trivialis         | Linnaeus, 1758    | LC          | повсюдно                                                                   |            |
| Щеврик оливковий                    | Olive-backed pipit     | Anthus hodgsoni          | Richmond, 1907    | LC          | рідкісний бродяга                                                          |            |
| Щеврик сибірський                   | Pechora pipit          | Anthus gustavi           | Swinhoe, 1863     | LC          | рідкісний залітний                                                         |            |
| Щеврик червоногрудий                | Red-throated pipit     | Anthus cervinus          | Linnaeus, 1758    | LC          | бродяга                                                                    |            |
| Щеврик червоногрудий                | Buff-bellied pipit     | Anthus rubescens         | (Tunstall, 1771)  | LC          | рідкісний бродяга                                                          |            |
| Щеврик гірський                     | Water pipit            | Anthus spinoletta        | Linnaeus, 1758    | LC          | рідкісний залітний                                                         |            |
| Щеврик острівний                    | Rock pipit             | Anthus petrosus          | Montagu, 1798     | LC          | повсюдно вздовж морського узбережжя                                        |            |

### Родина В'юркові (Fringillidae)
| Українська назва                    | Англійська назва     | Латинська назва               | Автор таксона             | Статус МСОП | Поширення у Великій Британії | Зображення |
| Ряд: Горобцеподібні (Passeriformes) |                      |                               |                           |             | |            |
| Родина: В'юркові (Fringillidae)     |                      |                               |                           |             | |            |
| Зяблик                              | Chaffinch            | Fringilla coelebs             | Linnaeus, 1758            | LC          | повсюдно, осілий птах |            |
| В'юрок                              | Brambling            | Fringilla montifringilla      | Linnaeus, 1758            | LC          | звичайний під час зимівлі |            |
| Кіпаль жовтобровий                  | Evening grosbeak     | Coccothraustes vespertinus    | (W. Cooper, 1825)         | VU          | рідкісний залітний з Америки, відомо два спостереження                                                                            |            |
| Костогриз                           | Hawfinch             | Coccothraustes coccothraustes | Linnaeus, 1758            | LC          | має фрагментарний ареал |            |
| Смеречник                           | Pine grosbeak        | Pinicola enucleator           | (Linnaeus, 1758)          | LC          | рідкісний бродяга |            |
| Снігур                              | Bullfinch            | Pyrrhula pyrrhula             | Linnaeus, 1758            | LC          | поширений осілий птах |            |
| Снігар туркменський                 | Trumpeter finch      | Bucanetes githagineus         | (Lichtenstein, MHC, 1823) | LC          | рідкісний бродяга, спостерігався декілька разів, вперше у 1971 році                                                               |            |
| Чечевиця звичайна                   | Common rosefinch     | Carpodacus erythrinus         | Pallas, 1770              | LC          | регулярний бродяга, зафіксоване одне гніздування                                                                                  |            |
| Зеленяк                             | Greenfinch           | Carduelis chloris             | Linnaeus, 1758            | LC          | широко поширений осілий птах |            |
| Чечітка гірська                     | Twite                | Linaria flavirostris          | Linnaeus, 1758            | LC          | гніздиться на Пеннінах, Шотландському нагір'ї та на узбережжі Північного Уельсу та Ланкаширу, зимує у деяких регіонах на низовині |            |
| Коноплянка                          | Linnet               | Acanthis cannabina            | Linnaeus, 1758            | LC          | поширений по всій країні |            |
| Чечітка звичайна                    | Common redpoll       | Carduelis flammea             | (Linnaeus, 1758)          | LC          | гніздиться на півночі Шотландії, зимує на півдні Англії                                                                           |            |
| Чечітка мала                        | Lesser redpoll       | Carduelis cabaret             | (Müller, 1776)            | LC          | поширений осілий птах |            |
| Чечітка біла                        | Arctic redpoll       | Carduelis hornemanni          | (Holböll, 1843)           | LC          | сезонний мігрант |            |
| Шишкар сосновий                     | Parrot crossbill     | Loxia pytyopsittacus          | Borkhausen, 1793          | LC          | гніздиться у Шотландії |            |
| Шишкар шотландський                 | Scottish crossbill   | Loxia scotica                 | Hartert, 1904             | LC          | ендемік Шотландії, мешкає у Каледонському лісі, популяція становить близько 20 тис птахів                                         |            |
| Шишкар ялиновий                     | Crossbill            | Loxia curvirostra             | Linnaeus, 1758            | LC          | повсюдно у хвойних лісах |            |
| Шишкар білокрилий                   | Two-barred crossbill | Loxia leucoptera              | Gmelin, 1789}}            | LC          | рідкісний мігрант |            |
| Щиглик                              | Goldfinch            | Carduelis carduelis           | Linnaeus, 1758            | LC          | поширений осілий птах |            |
| Чиж цитриновий                      | Citril finch         | Carduelis citrinella          | (Pallas, 1764)            | LC          | рідкісний бродяга |            |
| Щедрик                              | Serin                | Serinus serinus               | Linnaeus, 1766            | LC          | під час сезонних міграцій |            |
| Чиж                                 | Siskin               | Spinus spinus                 | Linnaeus, 1758            | LC          | |            |

### Родина Подорожникові (Calcariidae)
| Українська назва                    | Англійська назва | Латинська назва       | Автор таксона  | Статус МСОП | Поширення у Великій Британії                    | Зображення |
| Ряд: Горобцеподібні (Passeriformes) |                  |                       |                |             |                                                 |            |
| Родина: Calcariidae                 |                  |                       |                |             |                                                 |            |
| Подорожник лапландський             | Lapland bunting  | Calcarius lapponicus  | Linnaeus, 1758 | LC          | зимує на східному узбережжі                     |            |
| Пуночка                             | Snow bunting     | Plectrophenax nivalis | Linnaeus, 1758 | LC          | гніздиться у горах Шотландії, зимує на низовині |            |

### Родина Вівсянкові (Emberizidae)
| Українська назва                    | Англійська назва        | Латинська назва        | Автор таксона     | Статус МСОП | Поширення у Великій Британії                                            | Зображення |
| Ряд: Горобцеподібні (Passeriformes) |                         |                        |                   |             |                                                                         |            |
| Родина: Вівсянкові (Emberizidae)    |                         |                        |                   |             |                                                                         |            |
| Просянка                            | Corn bunting            | Emberiza calandra      | Linnaeus, 1758    | LC          | осілий в Англії та Шотландії, вимер в Уельсі                            |            |
| Вівсянка звичайна                   | Yellowhammer            | Emberiza citrinella    | Linnaeus, 1758    | LC          | широко поширений осілий птах                                            |            |
| Вівсянка білоголова                 | Pine bunting            | Emberiza leucocephalos | Gmelin, 1771      | LC          | Рідкісний залітний з Сибіру, єдине спостереження у Саффолку у 1982 році |            |
| Вівсянка гірська                    | Rock bunting            | Emberiza cia           | Linnaeus, 1766    | LC          | рідкісний залітний                                                      |            |
| Вівсянка садова                     | Ortolan bunting         | Emberiza hortulana     | Linnaeus, 1758    | LC          | незвичайний бродяга навесні і восени                                    |            |
| Вівсянка сивоголова                 | Cretzschmar's bunting   | Emberiza caesia        | Cretzschmar, 1827 | LC          | незвичайний бродяга навесні і восени                                    |            |
| Вівсянка городня                    | Cirl bunting            | Emberiza cirlus        | Linnaeus, 1766    | LC          | рідкісний бродяга, ізольована популяція живе в Англії в графстві Девон  |            |
| Вівсянка сіроголова                 | Chestnut-eared bunting  | Emberiza fucata        | Pallas, 1776      | LC          | рідкісний бродяга, єдине спостереження у 2004 році на острові Фер-Айл   |            |
| Вівсянка-крихітка                   | Little bunting          | Emberiza pusilla       | Pallas, 1776      | LC          | рідкісний під час міграцій                                              |            |
| Вівсянка жовтоброва                 | Yellow-browed bunting   | Emberiza chrysophrys   | Pallas, 1776      | LC          | рідкісний бродяга                                                       |            |
| Вівсянка-ремез                      | Rustic bunting          | Emberiza rustica       | Pallas, 1776      | vu          | рідкісний бродяга                                                       |            |
| Вівсянка лучна                      | Yellow-breasted bunting | Emberiza aureola       | Pallas, 1773      | CR          | рідкісний залітний з Сибіру                                             |            |
| Вівсянка руда                       | Chestnut bunting        | Emberiza rutila        | Pallas, 1776      | LC          | рідкісний залітний з Сибіру                                             |            |
| Вівсянка чорноголова                | Black-headed bunting    | Emberiza melanocephala | Scopoli, 1769     | LC          | залітний з Південної Європи                                             |            |
| Вівсянка сибірська                  | Black-faced bunting     | Emberiza spodocephala  | Pallas, 1776      | LC          | рідкісний залітний з Сибіру                                             |            |
| Вівсянка полярна                    | Pallas's reed bunting   | Emberiza pallasi       | (Cabanis, 1851)   | LC          | рідкісний залітний з Сибіру                                             |            |
| Вівсянка очеретяна                  | Reed bunting            | Emberiza schoeniclus   | Linnaeus, 1758    | LC          | поширений осілий птах                                                   |            |

### Родина Passerellidae
| Українська назва                    | Англійська назва       | Латинська назва           | Автор таксона    | Статус МСОП | Поширення у Великій Британії                                 | Зображення |
| Ряд: Горобцеподібні (Passeriformes) |                        |                           |                  |             |                                                              |            |
| Родина: Passerellidae               |                        |                           |                  |             |                                                              |            |
| Потюк                               | Lark sparrow           | Chondestes grammacus      | (Say, 1823)      | LC          | рідкісний залітний, спостерігався двічі (у 1981 і 1991 році) |            |
| Юнко сірий                          | Dark-eyed junco        | Junco hyemalis            | Linnaeus, 1758   | LC          | залітний з Америки                                           |            |
| Бруант білобровий                   | White-crowned sparrow  | Zonotrichia leucophrys    | (Forster, 1772)  | LC          | залітний з Америки                                           |            |
| Бруант білогорлий                   | White-throated sparrow | Zonotrichia albicollis    | (Gmelin, 1789)   | LC          | залітний з Америки                                           |            |
| Вівсянка саванова                   | Savannah sparrow       | Passerculus sandwichensis | (Gmelin, 1789)   | LC          | рідкісний залітний з Америки                                 |            |
| Пасовка співоча                     | Song sparrow           | Melospiza melodia         | (Wilson, 1810)   | LC          | рідкісний залітний з Америки                                 |            |
| Тауї східний                        | Eastern towhee         | Pipilo erythrophthalmus   | (Linnaeus, 1758) | LC          | рідкісний залітний з Америки                                 |            |

### Родина Трупіалові (Icteridae)
| Українська назва                    | Англійська назва     | Латинська назва       | Автор таксона    | Статус МСОП | Поширення у Великій Британії | Зображення |
| Ряд: Горобцеподібні (Passeriformes) |                      |                       |                  |             |                              |            |
| Родина: Трупіалові (Icteridae)      |                      |                       |                  |             |                              |            |
| Гоглу                               | Bobolink             | Dolichonyx oryzivorus | Linnaeus, 1758   | LC          | рідкісний залітний з Америки |            |
| Трупіал балтиморський               | Baltimore oriole     | Icterus galbula       | (Linnaeus, 1758) | LC          | рідкісний залітний з Америки |            |
| Еполетник червоноплечий             | Red-winged blackbird | Agelaius phoeniceus   | (Linnaeus, 1766) | LC          | рідкісний залітний з Америки |            |
| Вашер буроголовий                   | Brown-headed cowbird | Molothrus ater        | (Boddaert, 1783) | LC          | рідкісний залітний з Америки |            |

### Родина Піснярові (Parulidae)
| Українська назва                    | Англійська назва        | Латинська назва         | Автор таксона     | Статус МСОП | Поширення у Великій Британії                           | Зображення |
| Ряд: Горобцеподібні (Passeriformes) |                         |                         |                   |             |                                                        |            |
| Родина: Піснярові (Parulidae)       |                         |                         |                   |             |                                                        |            |
| Смугастоволець оливковий            | Ovenbird                | Seiurus aurocapilla     | (Linnaeus, 1766)  | LC          | рідкісний залітний з Америки                           |            |
| Смугастоволець річковий             | Northern waterthrush    | Parkesia noveboracensis | (Linnaeus, 1766)  | LC          | рідкісний залітний з Америки, спостерігався сім разів  |            |
| Червоїд золотокрилий                | Golden-winged warbler   | Vermivora chrysoptera   | (Linnaeus, 1766)  | LC          | рідкісний залітний з Америки                           |            |
| Пісняр строкатий                    | Black-and-white warbler | Mniotilta varia         | (Linnaeus, 1766)  | LC          | рідкісний залітний з Америки                           |            |
| Червоїд світлобровий                | Tennessee warbler       | Leiothlypis peregrina   | (A. Wilson, 1811) | LC          | рідкісний залітний з Америки                           |            |
| Жовтогорлик північний               | Common yellowthroat     | Geothlypis trichas      | (Linnaeus, 1766)  | LC          | рідкісний залітний з Америки                           |            |
| Болотянка чорногорла                | Hooded warbler          | Setophaga citrina       | (Boddaert, 1783)  | LC          | рідкісний залітний з Америки                           |            |
| Пісняр горихвістковий               | American redstart       | Setophaga ruticilla     | (Linnaeus, 1758)  | LC          | рідкісний залітний з Америки                           |            |
| Пісняр-лісовик рудощокий            | Cape May warbler        | Setophaga tigrina       | (Gmelin, 1789)    | LC          | рідкісний залітний з Америки, відомо два спостереження |            |
| Пісняр північний                    | Northern parula         | Setophaga americana     | (Linnaeus, 1758)  | LC          | рідкісний залітний з Америки                           |            |
| Пісняр-лісовик канадський           | Magnolia warbler        | Setophaga magnolia      | (Wilson, 1811)    | LC          | рідкісний залітний з Америки                           |            |
| Пісняр-лісовик каштановий           | Bay-breasted warbler    | Setophaga castanea      | (Wilson, 1810)    | LC          | рідкісний залітний з Америки                           |            |
| Пісняр-лісовик рудоволий            | Blackburnian warbler    | Setophaga fusca         | (Müller, 1776)    | LC          | рідкісний залітний з Америки                           |            |
| Пісняр-лісовик золотистий           | Yellow warbler          | Setophaga petechia      | (Linnaeus, 1766)  | LC          | рідкісний залітний з Америки                           |            |
| Пісняр-лісовик рудобокий            | Chestnut-sided warbler  | Setophaga pensylvanica  | (Linnaeus, 1766)  | LC          | рідкісний залітний з Америки                           |            |
| Пісняр-лісовик білощокий            | Blackpoll warbler       | Setophaga striata       | (Forster, 1772)   | NT          | рідкісний залітний з Америки                           |            |
| Пісняр-лісовик жовтогузий           | Yellow-rumped warbler   | Setophaga coronata      | (Linnaeus, 1766)  | LC          | рідкісний залітний з Америки                           |            |
| Болотянка мала                      | Wilson's warbler        | Cardellina pusilla      | (Wilson, A, 1811) | LC          | рідкісний залітний з Америки                           |            |

### Родина Кардиналові (Cardinalidae)
| Українська назва                    | Англійська назва       | Латинська назва         | Автор таксона  | Статус МСОП | Поширення у Великій Британії | Зображення |
| Ряд: Горобцеподібні (Passeriformes) |                        |                         |                |             |                              |            |
| Родина: Кардиналові (Cardinalidae)  |                        |                         |                |             |                              |            |
| Піранга пломениста                  | Summer tanager         | Piranga rubra           | Linnaeus, 1758 | LC          | рідкісний залітний з Америки |            |
| Піранга кармінова                   | Scarlet tanager        | Piranga olivacea        | (Gmelin, 1789) | LC          | рідкісний залітний з Америки |            |
| Кардинал-довбоніс червоноволий      | Rose-breasted grosbeak | Pheucticus ludovicianus | Linnaeus, 1766 | LC          | рідкісний залітний з Америки |            |
| Скригнатка індигова                 | Indigo bunting         | Passerina cyanea        | Linnaeus, 1766 | LC          | рідкісний залітний з Америки |            |